# 2K12 Kub

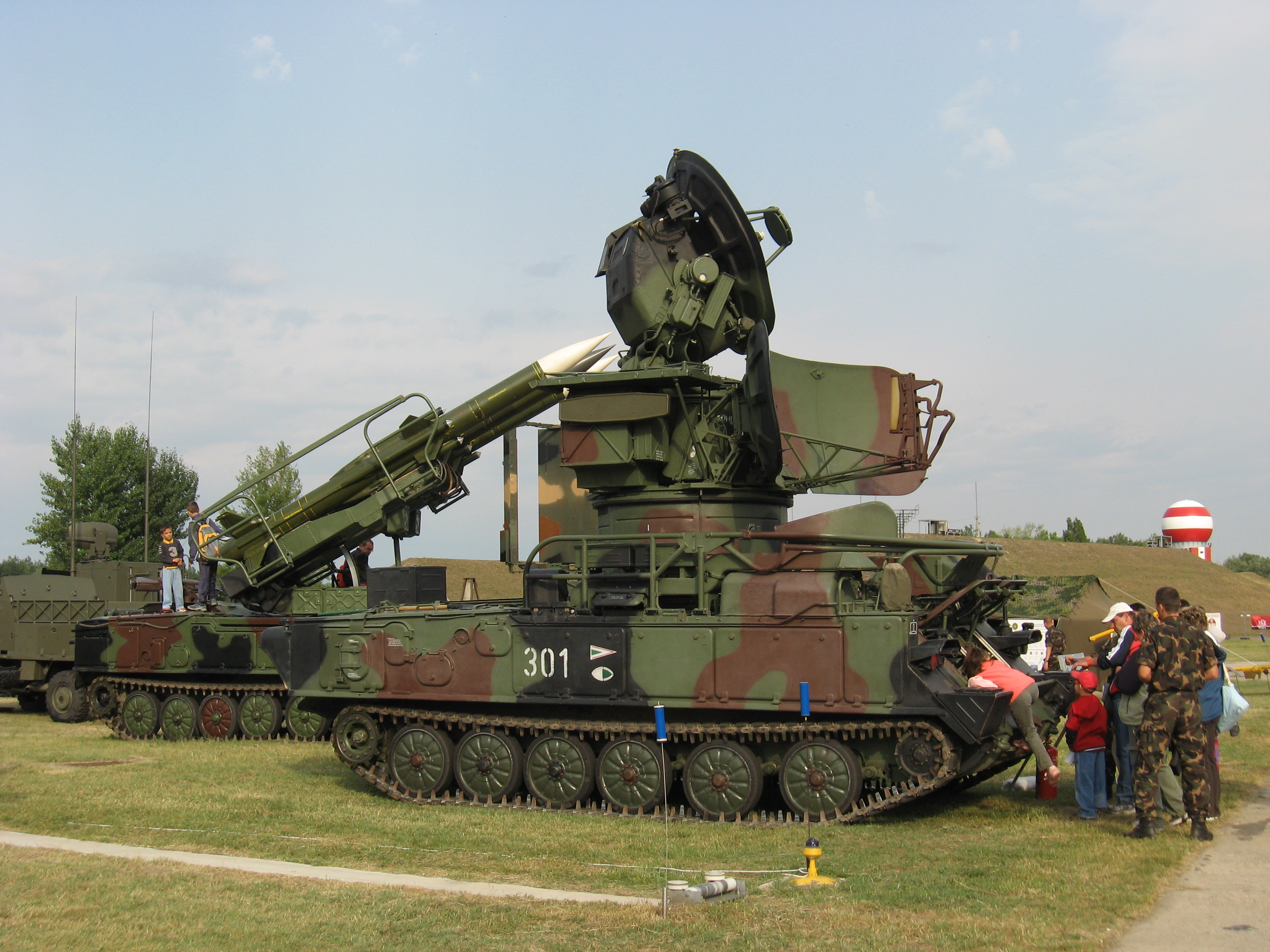
Waffensystem 2K12: Aufklärungs- und Leitstation 1S91 (Vordergrund) und Startrampe 2P25 (Hintergrund links) mit Raketen 3M9

2K12 „Kub“ (russisch Куб Würfel, NATO-Codename: SA-6 Gainful) ist ein sowjetisches Flugabwehrraketensystem. Die Exportversion 2K12 „Kwadrat“ mit eingeschränkten Gefechtsmöglichkeiten (russisch: Квадрат – Quadrat) wird von der NATO ebenfalls SA-6 Gainful genannt.
Das Waffensystem 2K12 „Kub“ ist ein mobiles Flugabwehrraketensystem mittlerer Reichweite. Die Entwicklung begann Ende der 1950er-Jahre, die Einführung in die Bewaffnung 1967. Das Waffensystem diente zum Schutz von Panzer- und motorisierten Schützendivisionen im Angriff, der Verteidigung und auf dem Marsch.

## Entwicklung
Ende der 1950er-Jahre wurde erkennbar, dass vorhandene Flugabwehrkanonen wie die S-60 den Panzer- und motorisierten Schützenverbänden auf dem Gefechtsfeld nicht mehr folgen konnten. Der Schutz dieser Systeme gegen gegnerische Waffenwirkung war ebenfalls eingeschränkt, Reichweite und Schusshöhe waren zur Bekämpfung moderner Strahlflugzeuge nicht ausreichend. Gleichzeitig ermöglichte die fortschreitende technische Entwicklung den Bau kleinerer und damit mobiler Flugabwehrraketensysteme.
Die Entwicklung begann am 18. Juli 1958 im Versuchskonstruktionsbüro OKB-15 GKAT (russisch: ОКБ-15 ГКАТ), einer Zweigstelle des Zentralen Konstruktionsbüros ZKB NII-17 (russisch: ЦАКБ НИИ-17). Gefordert war die Bekämpfung von Luftzielen mit einer Geschwindigkeit von 420 bis 600 m/s und einer Flughöhe von 100 m bis 7 km bei einer effektiven Kampfentfernung bis zu 20 km. Die Vernichtungswahrscheinlichkeit sollte mindestens 0,7 betragen.
Die Erprobung des Systems begann 1959 auf dem Schießplatz Dongusk (Донгузск). Am 18. Februar 1963 wurde im Rahmen der Erprobung mit einer Il-28 das erste Luftziel erfolgreich bekämpft. Insgesamt dauerte die Erprobung jedoch noch bis 1966 an. Nach der Überwindung diverser technischer Schwierigkeiten wurde das System am 23. Januar 1967 zur Übernahme in die Bewaffnung zugelassen. Im gleichen Jahr begann die Serienproduktion in Uljanowsk, Swerdlowsk und Dolgoprudny.

## Konstruktion

### Aufbau des Waffensystems
Das Waffensystem wurde normalerweise geschlossen im Bestand eines Flugabwehrraketenregimentes oder einer Flugabwehrraketenbrigade eingesetzt. Das Regiment bzw. die Brigade setzt sich aus vier bis sechs Flugabwehrraketenbatterien, einer Führungsbatterie und einer Technischen Batterie zusammen.
Eine Flugabwehrraketenbatterie des Systems besteht aus:

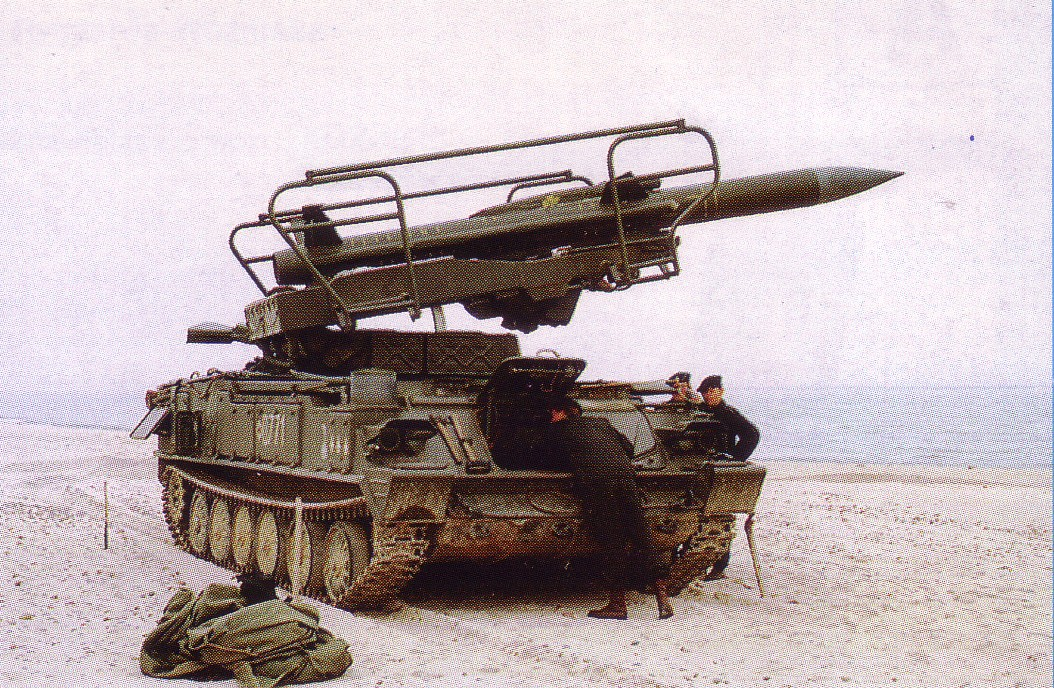
Startrampe 2P25

- einer Aufklärungs- und Leitstation 1S91 (russisch: 1С91)
- vier Startrampen 2P25 (russisch: 2П25)

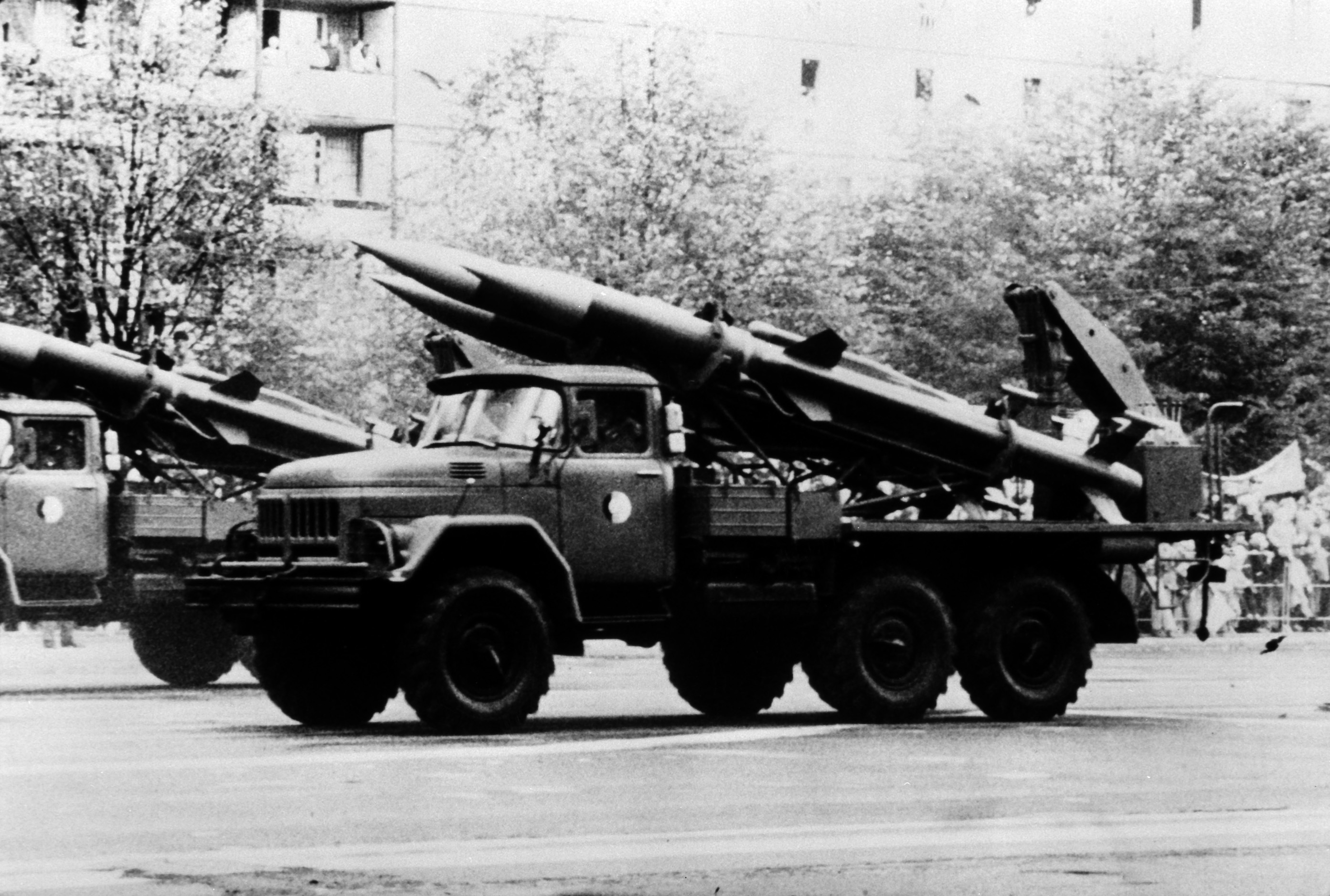
Transport- und Ladefahrzeuge 2T7

- zwei Transport- und Ladefahrzeugen 2T7 (russisch: 2T7)
- einer Kabine zum Empfang der Zielzuweisung (KPZ) 9S417 (russisch: КПЦ 9С417)
- 18 Flugabwehrraketen 3M9 (russisch: 3M9)
- sowie einem Schützenpanzerwagen (BRDM-2 oder BTR-60) als Aufklärungs- und Führungsfahrzeug.

Die Führungsbatterie besteht aus:

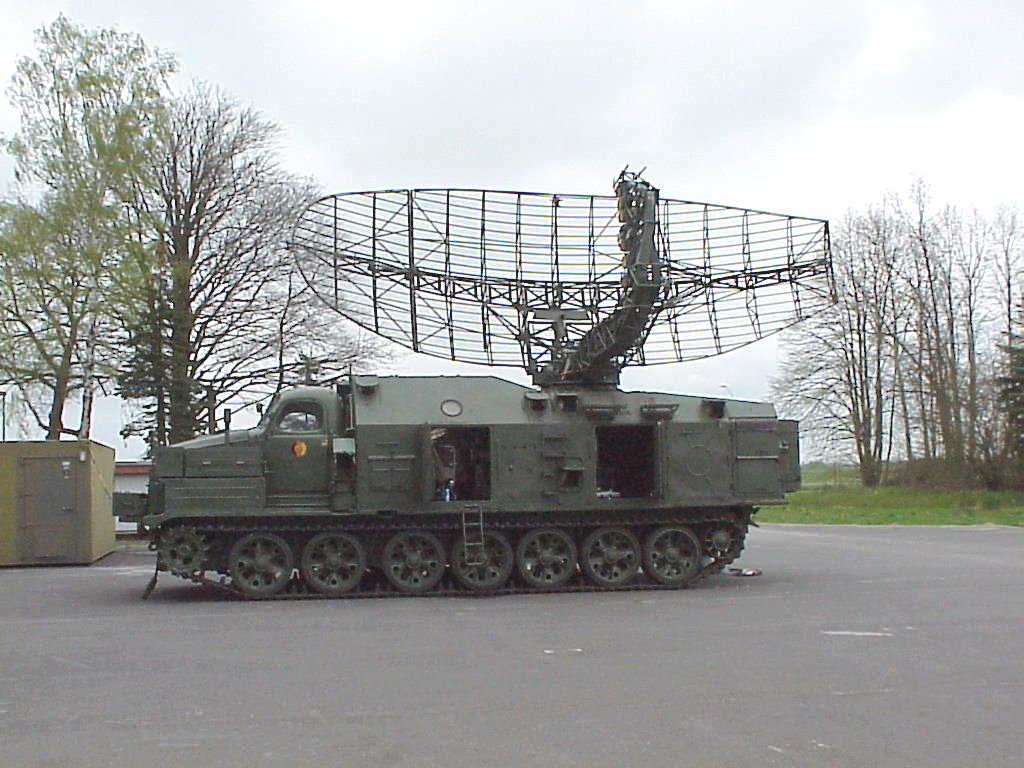
P-40 der NVA der DDR

- einem Vermessungsfahrzeug UAZ-452T
- einer Kabine zur Übermittlung der automatisierten Zielzuweisung (KBU) 9S416 (russisch: КБУ 9С416)
- einem Fahrzeug für zentralisierte Feuerleitung FuKS
- einer Rundblickstation RBS-40 (P-40, russisch П-40)
- einem Höhenfinder PRW-16 (russisch ПРВ-16)
- einer Rundblickstation RBS-15 (P-15, russisch П-15) oder einer Rundblickstation RBS-19 (P-19, russisch П-19)
- einer Rundblickstation RBS-18 (P-18, russisch П-18)

Die Technische Batterie besteht aus:
- Raketentransportfahrzeugen 9T22
- Transport- und Ladefahrzeugen 2T7 (russisch: 2T7) auf Lkw ZIL-131
- verschiedenen Kontroll- und Prüffahrzeugen, Kranen und sonstiger Ausrüstung.

Der Führungsbatterie oblag die Aufklärung des Luftraumes und Zielzuweisung. Die Flugabwehrraketenbatterie war für die unmittelbare Bekämpfung des Luftzieles zuständig. Der Technischen Batterie oblag die Montage, Betankung, Kontrolle und Zuführung weiterer Flugabwehrraketen.

### Zusammenwirken der Elemente des Waffensystems
In der Führungsbatterie wird in der Kabine zur Übermittlung der Automatisierten Zielzuweisung bzw. im Fahrzeug für zentralisierte Feuerleitung ein gemeinsames Luftlagebild erstellt. Dazu werden die Signale der verschiedenen Radarstationen auf mehreren Sichtgeräten zusammengeführt. Die Nutzung mehrerer in verschiedenen Frequenzbändern arbeitender Radarstationen erlaubte die Abdeckung eines großen Gebietes und führte zu einem höheren Schutz gegen passive und aktive Radarstörungen. Durch die im Meterwellenbereich arbeitenden Radarstationen wird auch die Aufklärung von Luftfahrzeugen mit Stealth-Eigenschaften erleichtert. Bei wechselseitigem Einsatz der verschiedenen Radarstationen wird auch die Aufklärung und Bekämpfung durch den Gegner erschwert.
Die zu bekämpfenden Luftziele werden durch den Feuerleitoffizier (militärisch: den Schießenden, im Regelfall der Regimentskommandeur) des Regimentes ausgewählt und mittels Lichtgriffel auf dem Sichtgerät markiert. Von der Kabine zur Übermittlung der automatisierten Zielzuweisung werden die Zielkoordinaten mittels Datenfunk zur Kabine zum Empfang der Zielzuweisung der Flugabwehrraketenbatterie übermittelt. Dort erfolgt die Transformation der Koordinaten. Anschließend werden diese über Draht (NVA-Funk) kodiert an die Aufklärungs- und Leitstation 1S91 übertragen.
In der 1S91 wird diese Zielvorgabe angezeigt und nach Bestätigung des '1S91'-Kommandanten wird die Antenne des Zielbegleitradars automatisch auf das ausgewählte Luftziel gerichtet. Die präzisierten Zielkoordinaten werden verschlüsselt über eine Drahtleitung oder Datenfunk an die Startrampen 2P25 übermittelt. Die Rakete wird auf den berechneten Vorhaltepunkt, die Antenne des Zielsuchlenkkopfs der Rakete auf das Luftziel gerichtet. Die Ermittlung dieser Daten erfolgt auf Basis von Analog-Rechnern in jeder '2P25' separat. Die Wahl der Anzahl der einzusetzenden Raketen und deren Start kann in der Führungsbatterie, in der Aufklärungs- und Leitstation 1S91 oder in der Startrampe (in der Startrampe können nur Raketen abgeschaltet nicht aber die Anzahl beeinflusst werden) erfolgen. (?)
Die Aufklärungs- und Leitstation 1S91 verfügt über die Möglichkeit der eigenständigen Luftraumaufklärung. Dies ermöglicht einen eigenständigen Einsatz der Batterie und verringert die Zeit zum Herstellen der Gefechtsbereitschaft, da nicht mehr alle Standorte der beteiligten Elemente vermessen werden müssen. Beim Einsatz im Rahmen einer Division besteht jedoch die Gefahr der ungewollten Mehrfach- bzw. Nichtbekämpfung von Luftzielen. Die Aufklärungsreichweite ist ebenfalls wesentlich geringer, was zu kürzeren Reaktionszeiten führt. Durch die langandauernde Abstrahlung des Radargerätes erhöht sich außerdem die Gefahr der Entdeckung durch den Gegner.
Alle '1S91' und '2P25' Einheiten haben eine autonome Stromversorgung auf Basis einer integrierten Gasturbine.

### Lenkverfahren
Das Waffensystem arbeitet mit einem halbaktiven Verfahren. Dazu muss das Luftziel unmittelbar vor dem Start bis zum Treffen des Lenkflugkörpers bzw. dem Brennschluss des Raketenmotors durch das Dauerstrichradar angestrahlt werden. Bei einem halbaktiven Verfahren ist im Gegensatz zur Kommandolenkung die Anzahl der Raketen, die gleichzeitig ein Ziel bekämpfen können, theoretisch unbeschränkt. Der Einsatz von mehr als drei Raketen auf ein Luftziel steigert bei der 2K12 die Trefferwahrscheinlichkeit jedoch nur noch unwesentlich. Da der Abgasstrahl einer Rakete stark ionisiert ist und die vom Ziel zurückgestrahlte Energie sehr gering ist (ca. 0,1 nW), wird für nachfolgende Raketen das Ziel außerdem verdeckt, daher war der Einsatz von mehr als drei Raketen nicht vorgesehen.
Angewandt wird die Methode der proportionalen Annäherung. Die Rakete wird dabei nicht direkt auf das Luftziel gelenkt, sondern auf einen berechneten, veränderlichen Vorhaltepunkt. Dies führt bei ausreichender Trefferwahrscheinlichkeit zu einer geringeren seitlichen Beschleunigung der Rakete während des Fluges, was die Konstruktion einer leichteren Rakete ermöglicht.

### KPZ 9S417/KBU 9S416
Der Feuerleitkomplex K1 (GRAU-Index: 9S44 „Krab“) wurde ursprünglich für die Feuerleitung des Waffensystems S-60 und des Flugabwehrraketenkomplexes S-75 entwickelt. Für den Flugabwehrraketenkomplex 2K11 Krug kam er ebenfalls zum Einsatz.
An die KBU 9S416 können bis zu drei Radarstationen angeschlossen werden, jedoch kann auf den beiden Sichtgeräten nur die Luftlage einer Radarstation erfolgen, die Umschaltung erfolgte manuell. Die gleichzeitige Begleitung von bis zu zehn Luftzielen ist möglich, davon können zwei zur gleichen Zeit an die verschiedenen Flugabwehrraketenbatterien zugewiesen werden. Zur KPZ werden Seitenwinkel, Zielentfernung und die Zielhöhe der ausgewählten Luftziele per Datenlink übertragen. Außerdem ist die wechselseitige Übertragung von bis zu 24 weiteren Signalen, wie beispielsweise Einsatzbereitschaft und Betriebsart der Flugabwehrraketen, möglich. Eine fehlerfreie Zielzuweisung ist jedoch nur möglich, wenn die Standorte der entsprechenden Radarstation, der KPZ, der KBU und der Aufklärungs- und Leitstation korrekt vermessen sind. Die Berechnung der Zielhöhe, des Seitenwinkels und der Entfernung zum Ziel erfolgt in der KPZ. In beiden Kabinen kommen Digitalrechner mit Ferritkernspeichern und einer Taktfrequenz von 6,5 kHz zum Einsatz, die Anzeige der ermittelten Werte erfolgt jedoch analog.
Auf den Sichtgeräten kann ein Luftraum mit einem Radius von 300 (KBU) bzw. 200 km (KPZ) dargestellt werden, die maximale Flughöhe der Ziele beträgt dabei 30 bzw. 51 km, deren maximale Geschwindigkeit 1000 bzw. 1575 m/s. Insgesamt konnten Luftziele in einer Entfernung von 15 bis 160 km erfasst und zugewiesen werden. Durch den Einsatz des Komplexes K1 9S44 kann die obere Grenze der Vernichtungszone auf 11.000 m angehoben werden. Da die Aufklärungsstationen der Flugabwehrraketenbatterien überhaupt nicht, die Zielverfolgungsradare nur kurzzeitig abstrahlen, verringert sich die Gefahr der Aufklärung durch den Gegner. Die Nutzung verschlüsselten Datenfunks anstelle von Sprechfunk zur Führung erhöht Abhör- und Störsicherheit.
Die Zeit für das Beziehen einer Stellung beträgt bei der KBU 18 Minuten, bei der KPZ 9 Minuten, die Zeit für das Verlassen der Stellung 22 bzw. 6:30 Minuten. Die entfalteten Kabinen können innerhalb von 5:30 bzw. 5 Minuten in volle Gefechtsbereitschaft gebracht werden.

### Aufklärungs- und Leitstation 1S91

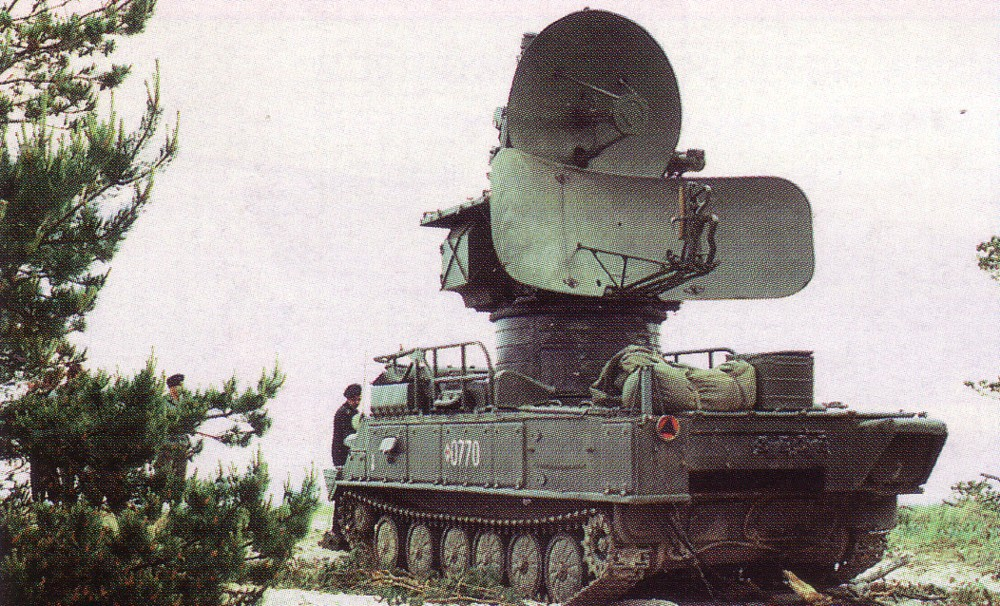
Aufklärungs- und Leitstation 1S91 in Gefechtslage, am Heck links ist eine zylindrische Antenne des Telecodegerät 1S61 zu erkennen

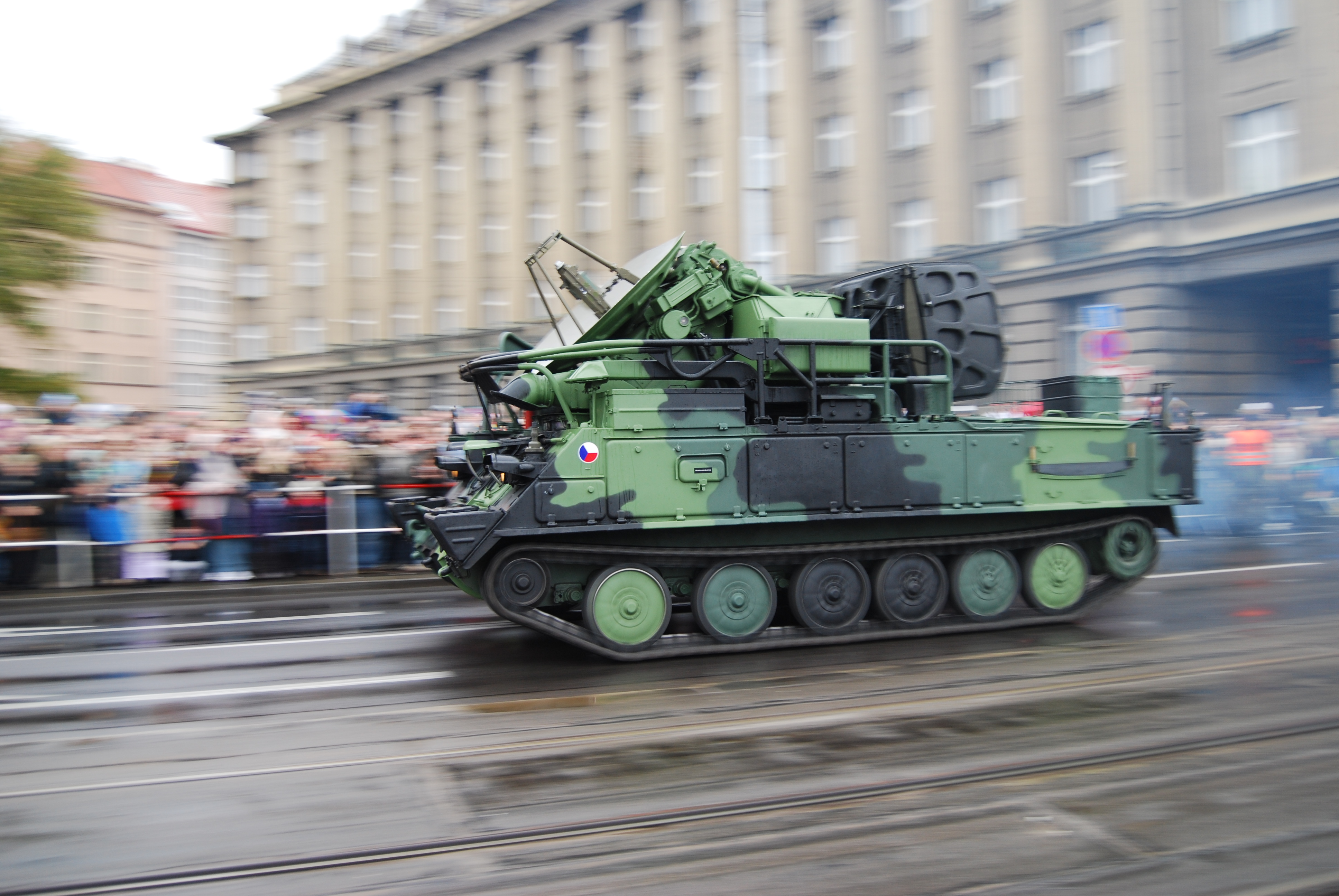
Aufklärungs- und Leitstation 1S91 in Marschlage, man beachte die Position der Antennen und die eingefahrenen Container

Die Aufklärungs- und Leitstation 1S91 dient der Aufklärung des Luftraumes, der Zielerfassung und -begleitung sowie dem Anstrahlen des Ziels während des Fluges des Lenkflugkörpers. Sie ist gleichzeitig Führungspunkt der Flugabwehrraketenbatterie.
Die Station besteht aus
- dem Basisfahrzeug GM568
- der Stromversorgungsanlage 2Ä6
- dem Ausfahr- und Horizontierungmechanismus 2Ä8
- der Aufklärungsstation 1S11 (NATO-Codename: Straight Flush) mit dem Kennungsgerät 1S51
- der Zielbegleit- und Aufhellstation 1S31 (Leitstation) und dem Fernsehvisier 9Sch33
- dem Telecodegerät 1S61
- der Vermessungseinrichtung TNA-3
- zwei Funkgeräten R-123 und der Bordsprechanlage R-124
- der Kernwaffenschutzanlage

Die Besatzung bestand aus insgesamt vier Soldaten (Kommandant(Oberfunkorter/Zugführer/Batteriechef), (Ober)Funkorter 1, Funkorter 2, (Panzer-)Fahrer).
Das Basisfahrzeug GM 568 wurde aus der Fahrzeugfamilie des SPW-50 bzw. des Schwimmpanzers PT-76 entwickelt. Die Startrampe 2P25 sowie die Fla-SFL ZSU-23-4 nutzen ebenfalls ein Fahrgestell aus dieser Fahrzeugfamilie. Der Antrieb erfolgt durch einen Dieselmotor W-6 mit 280 PS. Es wird eine Höchstgeschwindigkeit von 50 km/h und ein Fahrbereich von 300 km erreicht. Das Gesamtgewicht der Station beträgt 21,5 t.
Das Bordnetz wird durch die Stromversorgungsanlage 2Ä6 mit Wechselstrom 220 V / 400 Hz sowie Gleichstrom 27 V gespeist. Die Systeme der 1S91 haben eine Leistungsaufnahme von etwa 60 kW. Die Stromversorgung ist aus dem stationären Netz über Umformer, durch ein Dieselaggregat PÄS-100, den Fahrmotor oder eine längs im Heck eingebaute Gasturbine möglich. Der Verbrauch der Gasturbine beträgt 80 l/Stunde, vorteilhaft sind hier jedoch das schnelle Herstellen der Gefechtsbereitschaft und das geringe Leistungsgewicht.
Der Ausfahr- und Horizontierungsmechanismus dient zum Ausfahren des unteren, zylindrischen Containers, der die Antenne der Aufklärungsstation 1S11 trägt und zum horizontalen Ausrichten der gesamten Station.

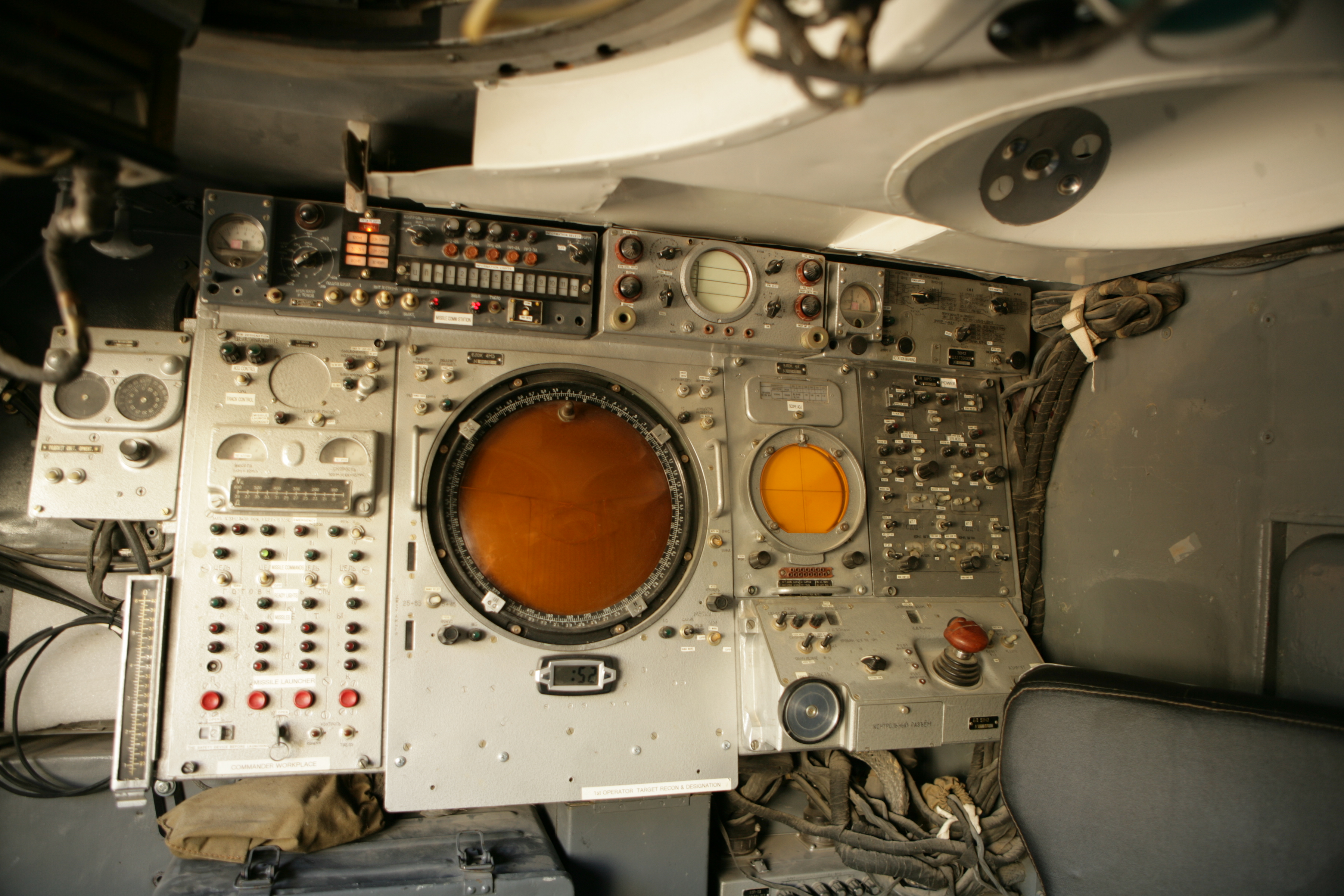
Sichtgeräte der Aufklärungsstation 1S11

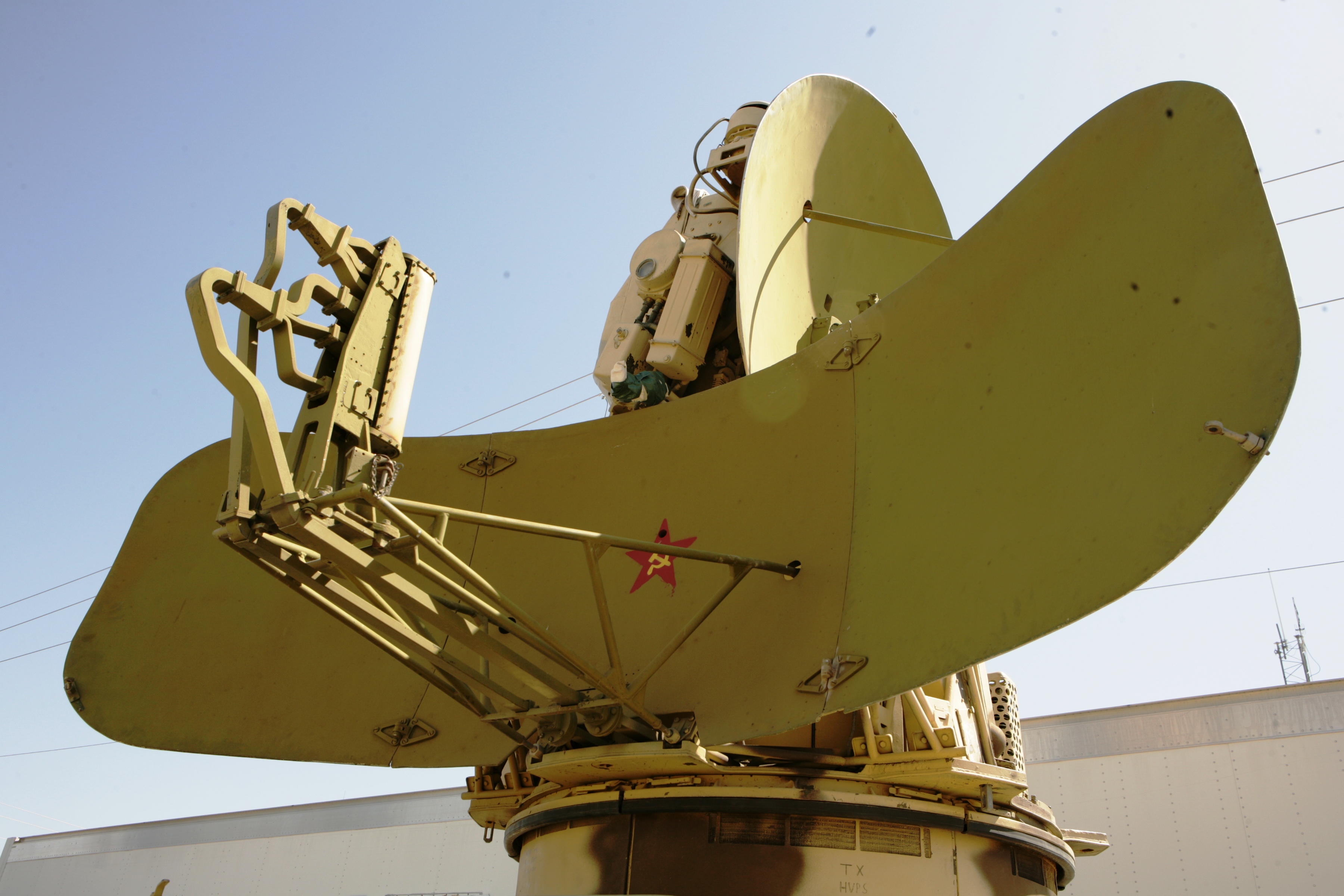
Antenne der Aufklärungsstation 1S11, deutlich zu erkennen ist die Einspeisung der beiden Kanäle über jeweils drei Hornstrahler, die Antennen des Kennungsgerätes 1S51 fehlen

Die Aufklärungsstation 1S11 dient der Rundumaufklärung. Dabei handelt es sich um ein Impulsradar mit zwei identisch aufgebauten Sende- und Empfangskanälen. Die Aufklärungsentfernung beträgt 3 bis 65 km, der Höhenbereich 30 bis 7000 m. Bei einer Impulsfolgefrequenz von 2 kHz werden 0,5 Mikrosekunden lange Impulse ausgestrahlt. Die Auflösung nach dem Seitenwinkel beträgt 1° im ersten bzw. 45' im zweiten Kanal, die Auflösung nach dem Höhenwinkel in beiden Kanälen nur 20°. Die exakte Flughöhe kann durch die Station nicht ermittelt werden, es erfolgt lediglich eine Zuweisung zu einem von zwei Höhenbereichen. Das Radar arbeitet im G/H Band (Sendefrequenz im Bereich 4 bis 8 GHz). Die Sendeleistung beträgt 500 ±50 kW im ersten und 600 kW im zweiten Kanal (Impulsleistung). Im Sender werden Magnetrone verwendet. Die Empfindlichkeit des Empfängers liegt bei 100 pW. Zur Unterdrückung von passiven Radarstörungen kommt ein mit Potenzialspeicherröhren arbeitendes System zur Selektion beweglicher Ziele (SBZ) mit Windkompensation zur Anwendung. Aktive Radarstörungen können durch Regulierung der Empfindlichkeit der Empfangskanäle, Wobbeln der Impulsfolgefrequenz oder das Wechseln der Sendefrequenz ausgeblendet werden.
Die unterschiedlichen Leistungsdaten beruhen auf der Antennenkonstruktion. In der 1S11 kommt ein angeschnittener Parabolspiegel zur Anwendung. Beide Kanäle werden durch jeweils drei Strahler gespeist, dabei beträgt die Energieverteilung im ersten Kanal 1:1:1, im zweiten Kanal 2:3:5. Im Prinzip handelt es sich hierbei um eine Phased-Array-Antenne, die ein Richtdiagramm in Form einer Kosekansfunktion ergibt. Die Zieldaten werden auf einem PPI-Scope dargestellt. Zur Zielzuweisung werden mit Handrädern Marken auf dem Bildschirm mit dem Luftziel in Deckung gebracht, gleichzeitig werden die Antennen der 1S31 auf das Luftziel ausgerichtet. Bei Nutzung des Systems 9S44 werden die Marken aufgrund der übermittelten Zieldaten automatisch eingeblendet, müssen aber manuell nachjustiert werden.
Das Freund-Feind-Kennungssystem 1S51 ist Bestandteil des Komplexes Kremnij 2. Das Funktionsprinzip beruht auf dem Senden und Empfangen einer kodierten Impulsfolge. Dabei stehen insgesamt zwölf manuell wechselbare Codefilter zur Verfügung. Es wird die Antenne der 1S11 genutzt, die Einspeisung erfolgt über Dipole links und rechts neben der Einspeisung der 1S11. Ab Ende der 1980er-Jahre begann die Umrüstung auf das modernere Kennungsgerät Parol; in der NVA fand die Umrüstung jedoch nicht mehr statt.

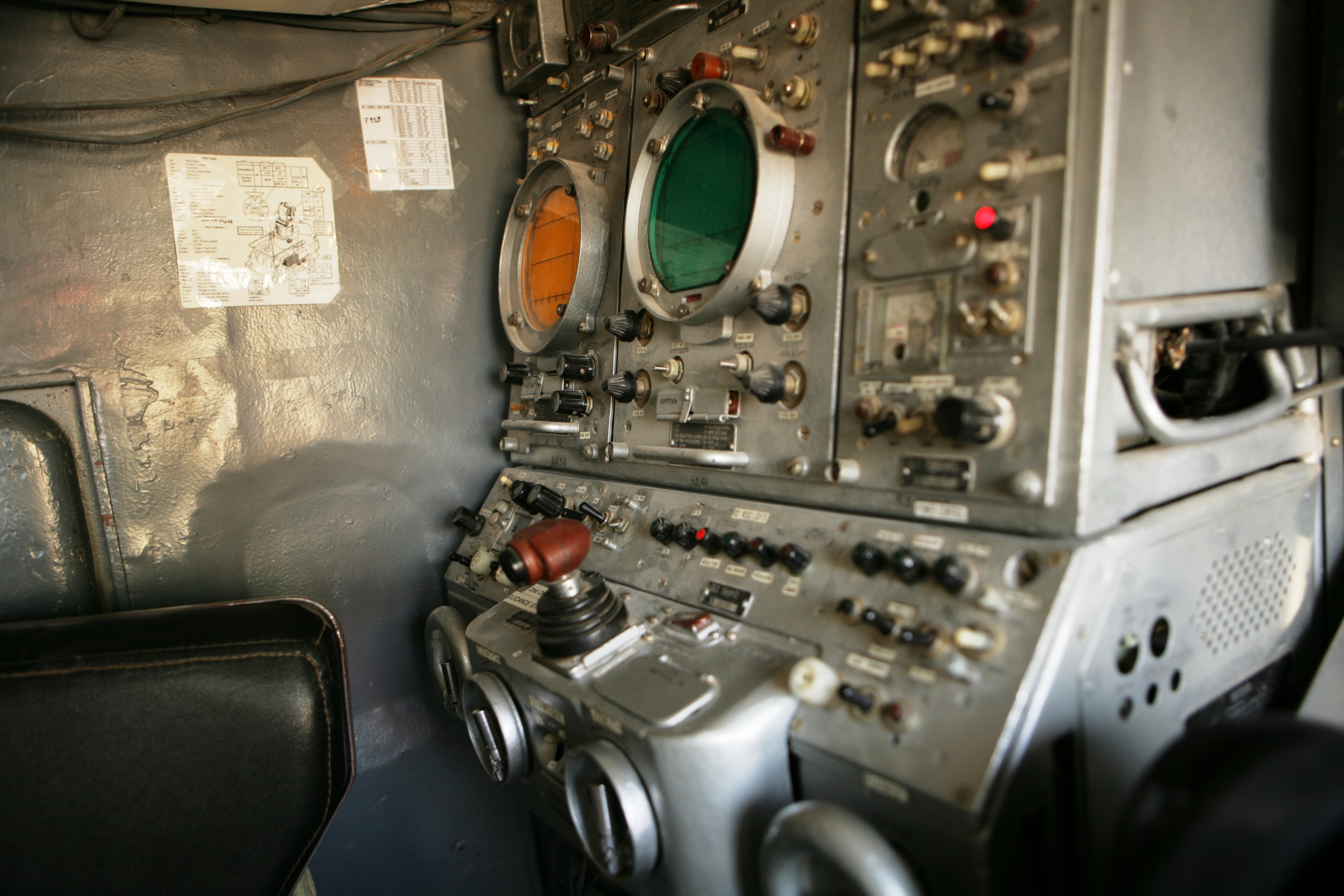
Sichtgeräte der Zielbegleit- und Aufhellstation 1S31, mit den darunterliegenden Handrädern und dem Joystick wurden die zu begleitenden Ziele auf den Bildschirmen mit Marken abgedeckt

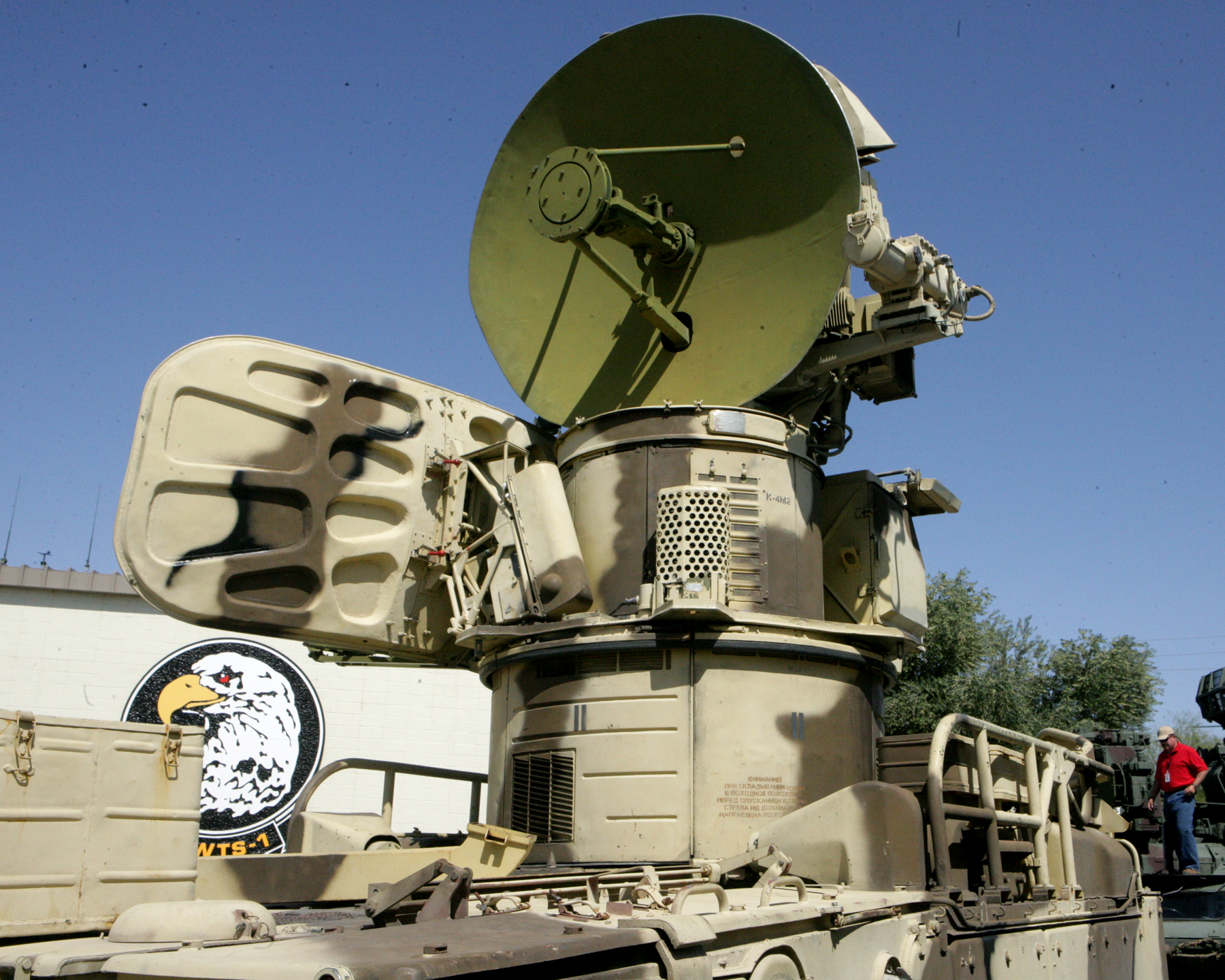
Parabolantenne der Zielbegleit- und Aufhellstation 1S31 (grün), rechts neben der Antenne befindet sich die Kamera des Fernsehvisiers 9Sch33

Die Zielbegleit- und Aufhellstation 1S31 setzt sich aus einem Impulsfolgeradar für die Zielverfolgung und einem Dauerstrichradar für die Zielbeleuchtung zusammen. Beide Geräte arbeiten im cm-Wellenbereich und benutzen die gleiche Parabolantenne. Sender und Antenne sind im bzw. am oberen ausfahrbaren, zylindrischen Container untergebracht. Mit der Station können Ziele bis zu einer Entfernung von 45 km und einer Flughöhe von 30 bis 7000 m begleitet werden. In der Zielbegleitstation wird die Monoimpulsdifferenzmethode zur Zielbegleitung genutzt. Es sind zwei identisch aufgebaute Kanäle mit einer Sendeleistung von 200 kW (Impulsleistung) vorhanden. Der Dauerstrichsender leistet etwa 500 W, die Frequenzen werden durch den manuellen Austausch von Quarzfiltern gewechselt. Dieser Frequenzwechsel ist der einzige Schutz des Dauerstrichradars gegen Störungen, daher unterliegen Betriebsdaten und nutzbare Frequenzen strengster Geheimhaltung. Im Frieden wird dieser Sender nur in besonders abgeschirmten Hallen zu Wartungszwecken in Betrieb genommen. Aufgrund der Anwendung der Monoimpulsdifferenzmethode ist das Impulsfolgeradar gegen Winkelantwortstörungen resistent; gegen andere Störungen können die Wobbelung der Impulsfolgefrequenz, ein automatisches System zur Unterdrückung von Rauschstörungen, ein mit Potentialspeicherröhren arbeitendes System zur Selektion beweglicher Ziele (SBZ) und der Wechsel der Sendefrequenzen eingesetzt werden. Die Zieldaten werden auf zwei Bildschirmen (Winkel und Entfernung getrennt) angezeigt. Zur Übernahme des Ziels werden auf beiden Bildschirmen Marken eingeblendet, die mit dem Luftziel in Übereinstimmung gebracht werden müssen.

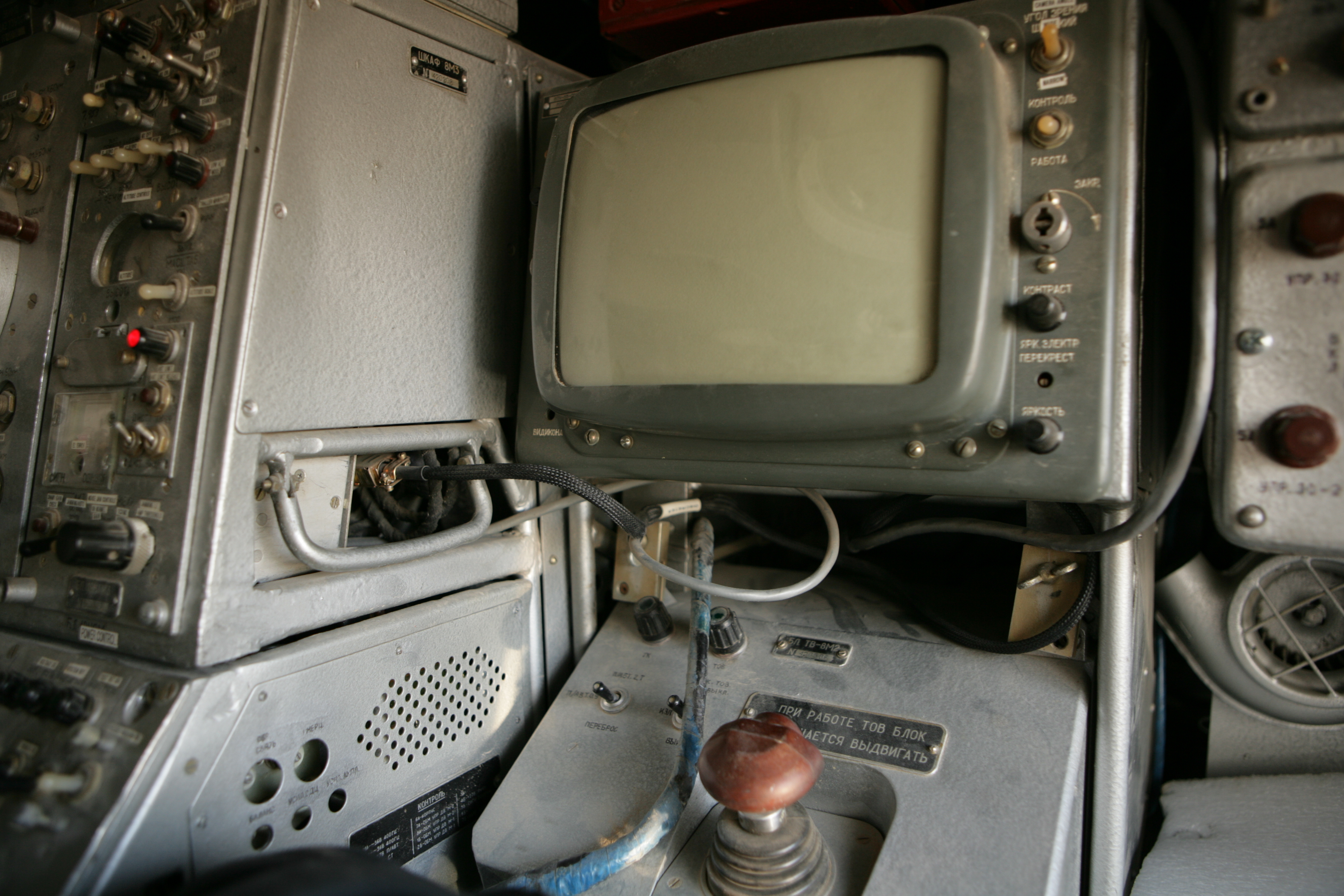
Sichtgerät des Fernsehvisiers 9Sch33, mit dem darunter befindlichen Joystick wurde die mit der Antenne des 1S31 gekoppelte Fernsehkamera gerichtet

Das Fernsehvisier 9Sch33 ermöglicht die Begleitung von Luftzielen ohne Radarabstrahlung bis zu einer Entfernung von 45 km. Die Entfernung zum Ziel wird in diesem Fall durch die 1S11 ermittelt. Diese Entfernungsangabe wird jedoch aufgrund des genutzten Lenkverfahrens nur einmalig vor dem Start benötigt. Um eine Aufklärung auch bei Gegenlicht zu ermöglichen, besitzt das Fernsehvisier drei über Tastendruck wechselbare optische Filter. Das Ziel wird auf einem Fernsehbildschirm dargestellt, die Steuerung des Visiers erfolgt manuell über einem Joystick. Die Kamera befindet sich – von vorn gesehen – rechts unterhalb der Antenne der 1S31. Sie wird zusammen mit dieser Antenne geschwenkt.
Das Telecodegerät 1S61 überträgt die Richtwerte mittels Datenlink an die Startrampen. Gleichzeitig werden Betriebsparameter der Startrampen an die Aufklärungs- und Leitstation übermittelt. Die Datenübertragung kann sowohl über Funk als auch über Draht erfolgen. Um die Richtfehler zu minimieren, muss die Position der Startrampen gegenüber der Aufklärungs- und Leitstation 1S91 genau bestimmt werden.
| Technische Daten 1S11 | Technische Daten 1S11 |
| --------------------- | --------------------- |
| Frequenzbereich       | G/H-Band              |
| Pulswiederholzeit     |                       |
| Pulswiederholfrequenz | 2 kHz                 |
| Sendezeit (PW)        |                       |
| Empfangszeit          |                       |
| Totzeit               |                       |
| Pulsleistung          | 2 × 500/600 kW        |
| Durchschnittsleistung |                       |
| angezeigte Entfernung | 65 km                 |
| Entfernungsauflösung  | ca. 70 m              |
| Öffnungswinkel        | 45'/1° (horizontal)   |
| Trefferzahl           |                       |
| Antennenumlaufzeit    | 15 (20)               |

### Startrampe 2P25

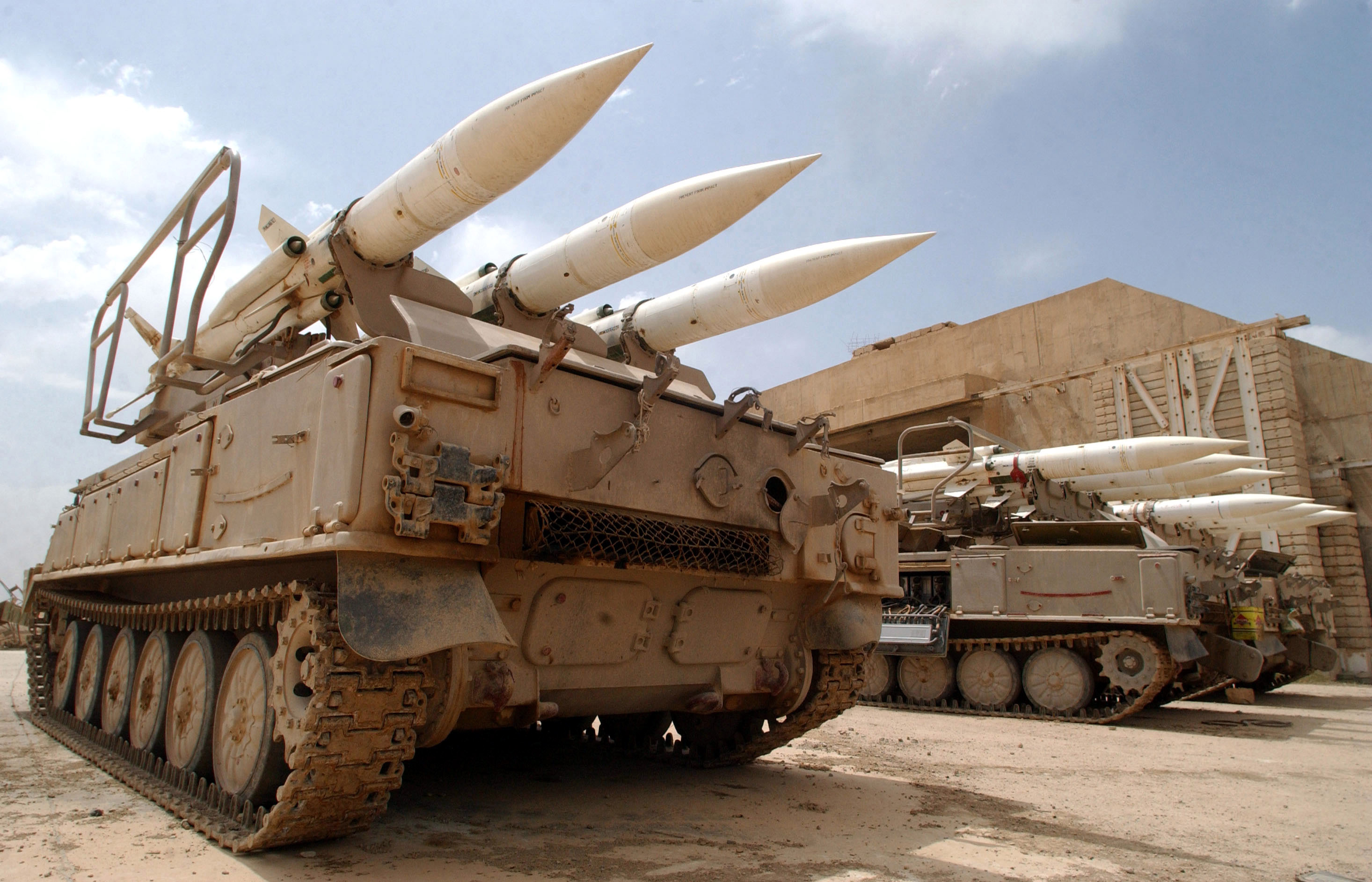
2P25, Raketen in Marschlage, die halbkreisförmige Klappe rechts am Heck verdeckt den Abgasaustritt der Gasturbine

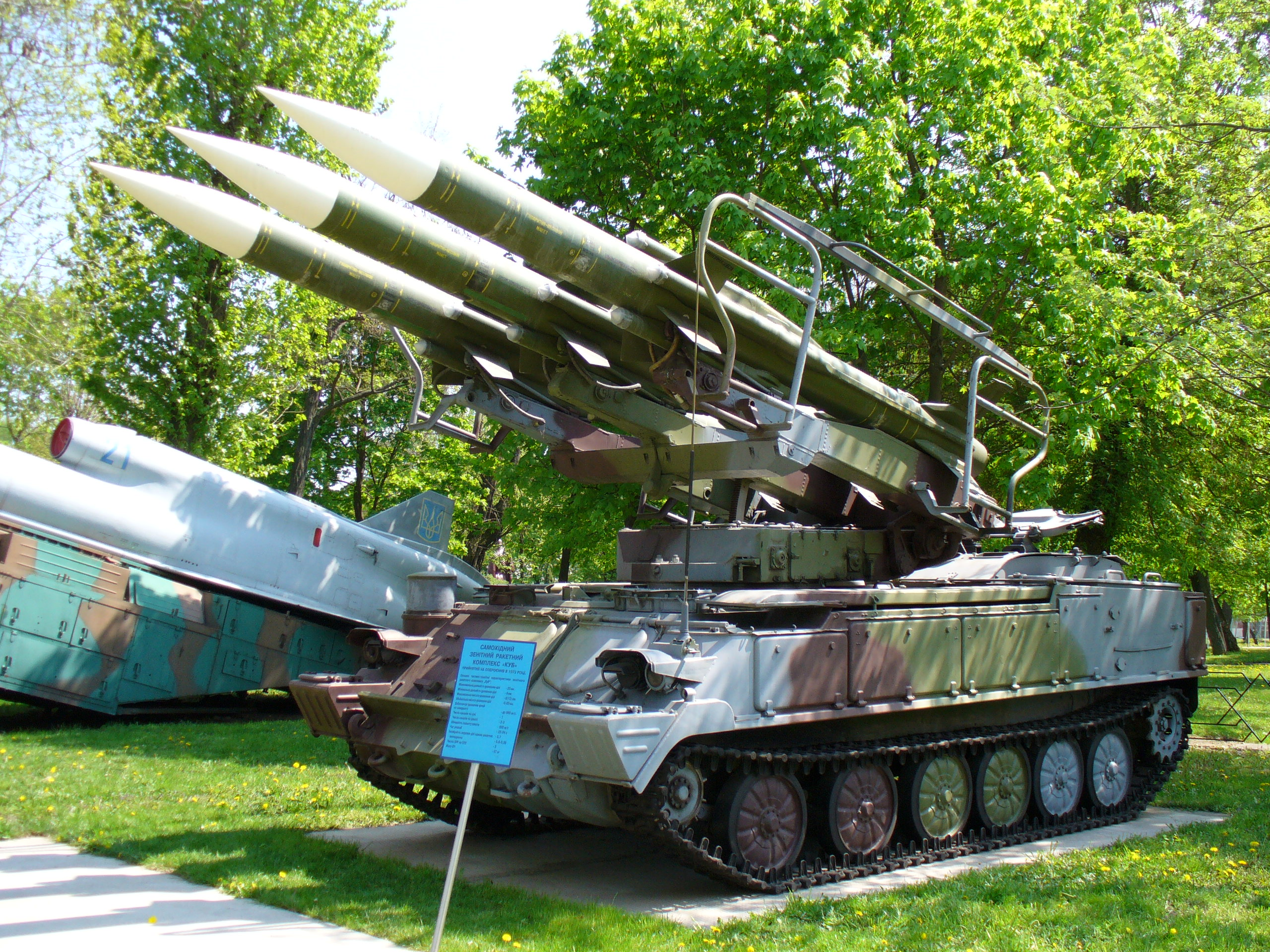
2P25, Raketen in Gefechtslage, der zylinderförmige Container über dem rechten Scheinwerfer ist die Antenne des Telecodegerätes 1S61

Die Startrampe transportiert und startet die Flugabwehrraketen. Sie besteht aus:
- dem Basisfahrzeug GM578
- der Stromversorgungsanlage mit Gasturbine 1Ä5
- dem System der Steuerung, Verbindung und Kontrolle
- dem Artillerieteil 9P12
- dem Kreisel-Navigationsgerät TNA-3
- dem Telecodegerät 1S61

Das Basisfahrzeug GM578 beruht wie das GM568 auf der Konstruktion des SPW-50, die Leistungsdaten sind ähnlich.
Die Stromversorgungsanlage hat eine Leistung von 40 kW bei einer Spannung von 220 V / 400 Hz Wechselspannung und 27 V Gleichspannung. Die Stromversorgung ist auch hier aus dem stationären Netz über Umformer, ein Dieselaggregat PÄS-100, den Fahrmotor oder eine längs im Heck eingebaute Gasturbine möglich.
Das System der Steuerung, Verbindung und Kontrolle besteht im Wesentlichen aus dem Kommandantenpult 9BM2, dem Startblock 9S323 und dem Kontrollblock 9W320. Am Kommandantenblock wird das System eingeschaltet, eine automatische Funktionskontrolle durchgeführt, die Parallaxe (in diesem Zusammenhang wird der Begriff Parallaxe zur Darstellung der Verschiebung zwischen beiden Elementen benutzt, die eine Koordinatentransformation erfordert) zwischen 1S91 und 2P25 eingestellt und die Verbotssektoren für das Schießen eingegeben. Der Startblock dient der Steuerung des Startablaufes, der Kontrollblock zur Überprüfung des Zielsuchlenkkopfes der Flugabwehrraketen. Weitere Elemente stellen die Verbindung zwischen dem im Fahrzeug eingebauten Systemen und dem Artillerieteil 9P12 her.
Das Artillerieteil 9P12 nimmt die Flugabwehrraketen auf und ermöglicht das Richten nach Seite und Höhe. Der Seitenrichtbereich ist unbegrenzt. Das Richten der Raketen auf den berechneten Vorhaltepunkt erfolgt automatisch. Vom Artillerieteil werden Kommandos an die Rakete sowie Rückmeldungen der Rakete – Bereitschaft der Rakete, Erfassen des Ziels durch den Zielsuchlenkkopf – übertragen. Dazu ist es mit der Rakete über zwei Kabel verbunden, die beim Start abgeschert werden.
Das Kreisel-Navigationsgerät TNA-3 dient zur Bestimmung des eigenen Standortes während des Marsches und zur Ermittlung der Parallaxe zur Aufklärungs- und Leitstation.
Das Telecodegerät 1S61 besaß im Unterschied zur 1S91 nur eine Antenne.

### Rakete 3M9

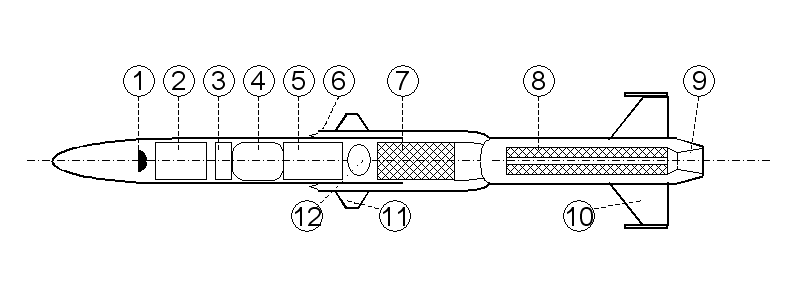
Rakete 3M9, Skizze, ohne Maßstab (Erläuterungen siehe Text)

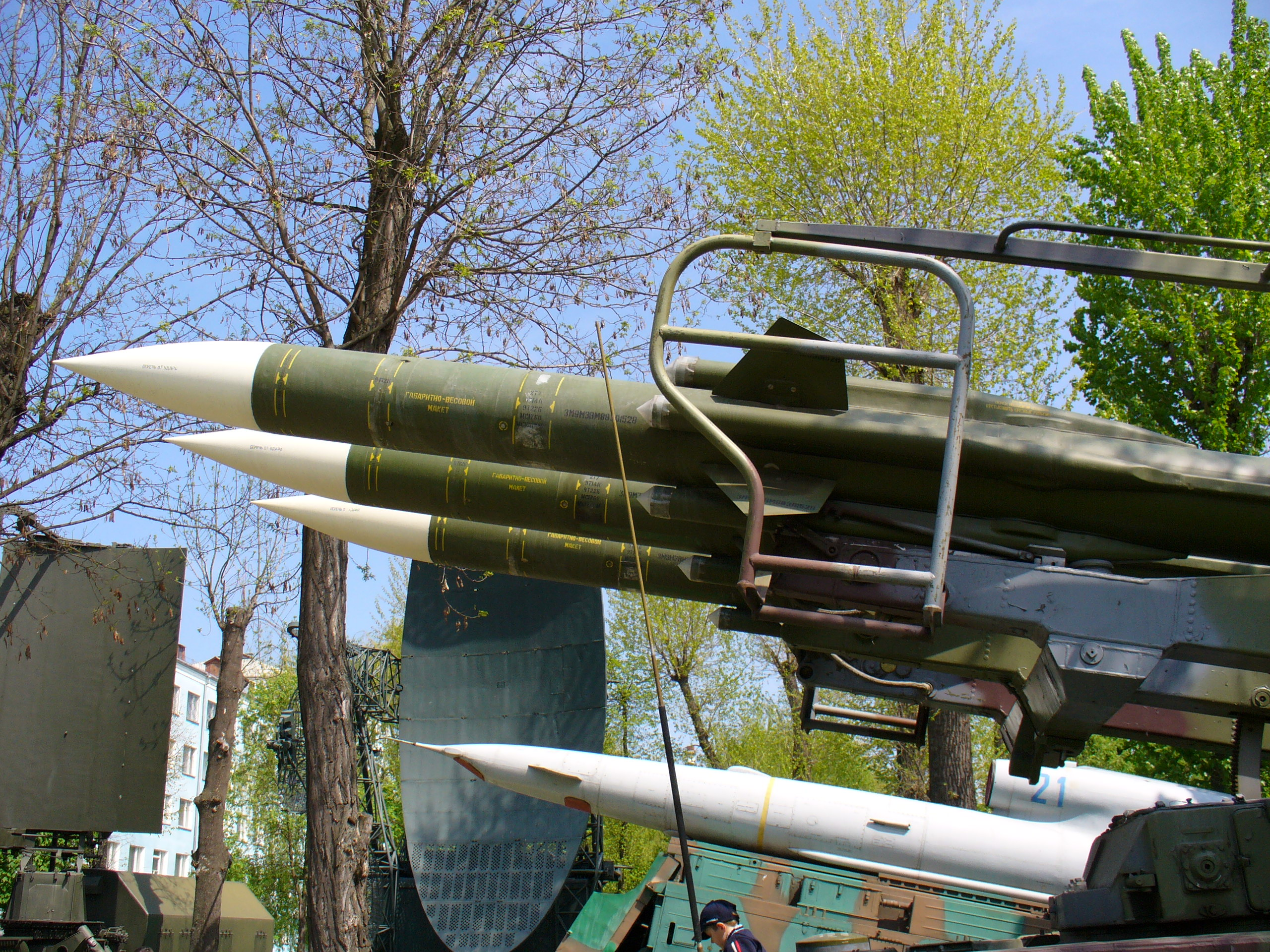
Rakete 3M9, beachte die (abgedeckten) Lufteintrittsöffnungen für das Staustrahltriebwerk

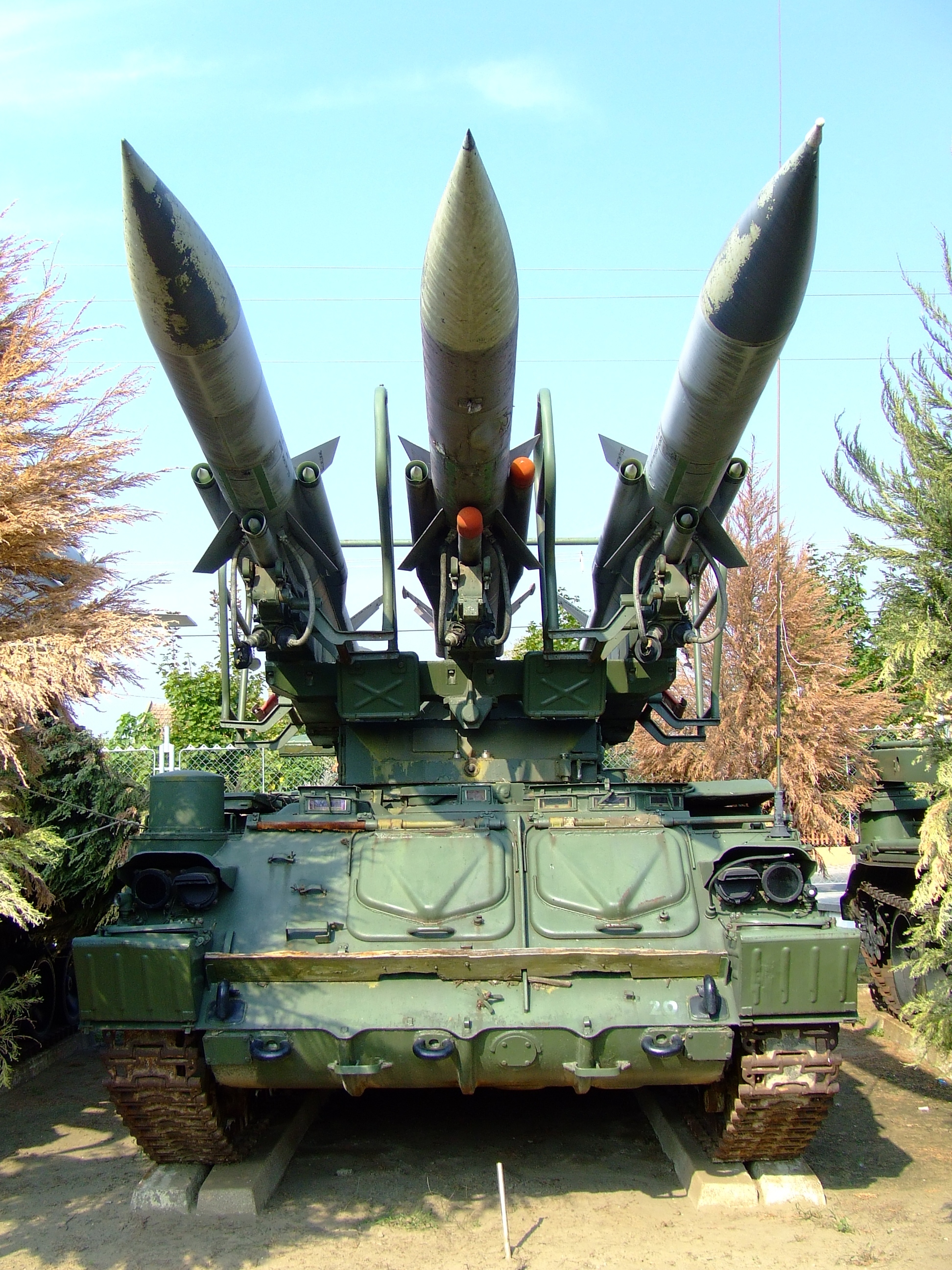
3M9 auf 2P25 in Startstellung, unterhalb der Raketen sind jeweils zwei Kabel zum 9P12 zu sehen

Die Rakete wurde ab 1959 im OKB-134 GKAT entwickelt. Die 3M9 war die erste Flugabwehrrakete, die in diesem Konstruktionsbüro entwickelt wurde. Mit der halbaktiven Lenkung und dem Staustrahltriebwerk kamen technische Neuerungen zum Einsatz. Gleichzeitig wurde im Konstruktionsbüro die auf der US-amerikanischen AIM-9 Sidewinder beruhende Luft-Luft-Rakete K-13 entwickelt. Die Gesamtsituation führte zu vielfältigen Problemen und großer zeitlicher Verzögerung. Die für 1960 geplante staatliche Erprobung musste verschoben werden, der Leiter des Konstruktionsbüros wurde 1961 abgelöst. Während der Erprobung 1963 konnte nur ein Drittel aller Raketen erfolgreich gestartet werden. Erst 1965 war das Feststofftriebwerk betriebssicher.
Von der Rakete wurden mehrere Varianten entwickelt: 3M9M, 3M9M1, 3M9M2 und 3M9M3. Die Variante 3M9MÄ beruhte auf der 3M9M und war für den Export vorgesehen. Mit der Variante 3M9M1 wurden entscheidende Neuerungen eingeführt, die zu einer erheblichen Steigerung des Gefechtswertes des gesamten Waffensystems beitrugen. Ab der 3M9M1 war das Überschießen der Aufklärungs- und Leitstation möglich. Dadurch konnten neue Gefechtsordnungen der Flakraketenbatterie wie Halbkreis und Viereck eingeführt werden, die das Gelände besser ausnutzten und die visuelle Aufklärung durch den Gegner erschwerten. Erstmals konnten Ziele auch im Einholverfahren bekämpft werden, bis dahin war nur die Bekämpfung auf Gegenkurs möglich. Schließlich war auch ein Erfassen in der Luft möglich: Der Dauerstrichsender wurde erst nach dem Start der Rakete eingeschaltet, was die Abstrahlzeit entscheidend verringerte und Aufklärungs- und Bekämpfungsmöglichkeiten des Gegners minimierte. Diese Raketen wurden jedoch nicht in alle Nutzerstaaten exportiert.
Die Rakete ist von vorn nach hinten wie folgt aufgebaut: Unter einer aus Kunststoff bestehenden ballistischen Haube befindet sich der Zielsuchlenkkopf (2) mit der Parabolantenne (1) des Empfängers. Dieser empfängt die vom Ziel reflektierten Signale des Dauerstrichsenders der 1S31. Zum Erfassen des Luftziels wird die Rakete noch auf der Startrampe in die Betriebsart Ziel geschaltet. Sie kann 10 min und nach einer Pause von 60 min nochmals 5 min in dieser Betriebsart verbleiben. Da der Durchmesser der verwendeten Antenne relativ klein ist, ergibt sich ein relativ breites Richtdiagramm. Zum erstmaligen Erfassen eines Luftzieles ist dabei der auftretende Fehler zu groß, so dass zusätzlich noch die aus der Geschwindigkeit des Luftzieles herrührende Frequenzverschiebung des reflektierten Signals herangezogen werden muss. Dadurch ergaben sich bei den frühen Ausführungen der Rakete Schwierigkeiten bei der Erfassung langsamfliegender Luftziele wie Hubschrauber. Nach der ersten Erfassung spielt die Breite des Richtdiagramms jedoch keine Rolle mehr, da lediglich die Änderung des Seiten und Höhenwinkels ausgewertet wird. Der Schwenkbereich der Antenne beträgt 150°. Dadurch können auch stark manövrierende Luftziele zuverlässig begleitet werden.
Anschließend folgt der zweikanalig aufgebaute Funkzünder 3Ä27 (3). Er löst den Gefechtskopf (4) etwa 30 m vor dem Ziel aus.
Der Gefechtskopf 3N12 besteht aus dem Splitter-Sprengkopf, der Sprengladung und der Zündeinrichtung. Das Gesamtgewicht beträgt 57 kg. Gehäuse und Sprengladung sind so aufgebaut, dass sich im Zusammenwirken mit dem Funkzünder eine optimale Form der Splitterwolke ergibt.
Der Autopilot (5) berechnet auf Grundlage der vom Zielsuchlenkkopf übermittelten Signale die Lenkkommandos für die Ruder der Rakete.
Hinter dem Autopilot befindet sich ein Druckbehälter (12). Die in ihm komprimierte Luft treibt eine Turbine zur Stromversorgung der Rakete während des Fluges an. Dieser Druckbehälter wird in der Technischen Batterie mit Druckluft betankt. Die Druckluft ist gleichzeitig auch Energiequelle für die elektropneumatischen Rudermaschinen.
Auf ungefährer Höhe des Druckbehälters befinden sich vier kreuzförmig angeordnete Steuerruder (11), deren Lenkkommandos vom Autopilot errechnet werden.
Das 76 cm lange als Staustrahlantrieb ausgelegte Marschtriebwerk 9D16K (7) hat einen Durchmesser von 29 cm und verwendet als Brennkammer das ausgebrannte Starttriebwerk (8). Es enthält einen 67 kg schweren pyrotechnischen Gasgenerator LK-6TM mit der Zusammensetzung 65 Gew. % Magnesium, 25 Gew. % Natriumnitrat und 10 Gew. % Naphthalin. Die zur Verbrennung notwendige Luft wird über vier auf Höhe der Steuerruder liegende Lufteinläufe (6) zugeführt. Da der Gasgeneratorsatz nur wenig Oxidationsmittel enthält, ist der Staustrahlantrieb leichter als ein vergleichbares Raketentriebwerk, das den zur vollständigen Verbrennung benötigten Sauerstoff bereits enthalten muss. Die Brenndauer des Marschtriebwerks beträgt ungefähr 20 s.
Das Starttriebwerk (8) mit der Schubdüse (9) ist etwa 1,7 m lang und hat eine Masse von 172 kg. Bei einem Brennschluss von drei bis sechs Sekunden beschleunigt es die Rakete auf eine Geschwindigkeit von 1,5 Mach. Es handelt sich um einen Feststoffraketenantrieb unter Verwendung des doppelbasigen Treibstoffs WIK-2 mit der Zusammensetzung 56 Gew. % Nitrocellulose, 39 Gew. % Nitroglycerin, 5 Gew. % Additive.
Die Heckstabilisatoren (10) verfügen über zusätzliche Ruder zur Lagestabilisierung und Lagegeber für den Autopiloten. Unterhalb der Rakete befindet sich die Abschervorrichtung, die beim Start die Kabel zum Artillerieteil 9P12 abtrennt.

### Transport- und Ladefahrzeug 2T7

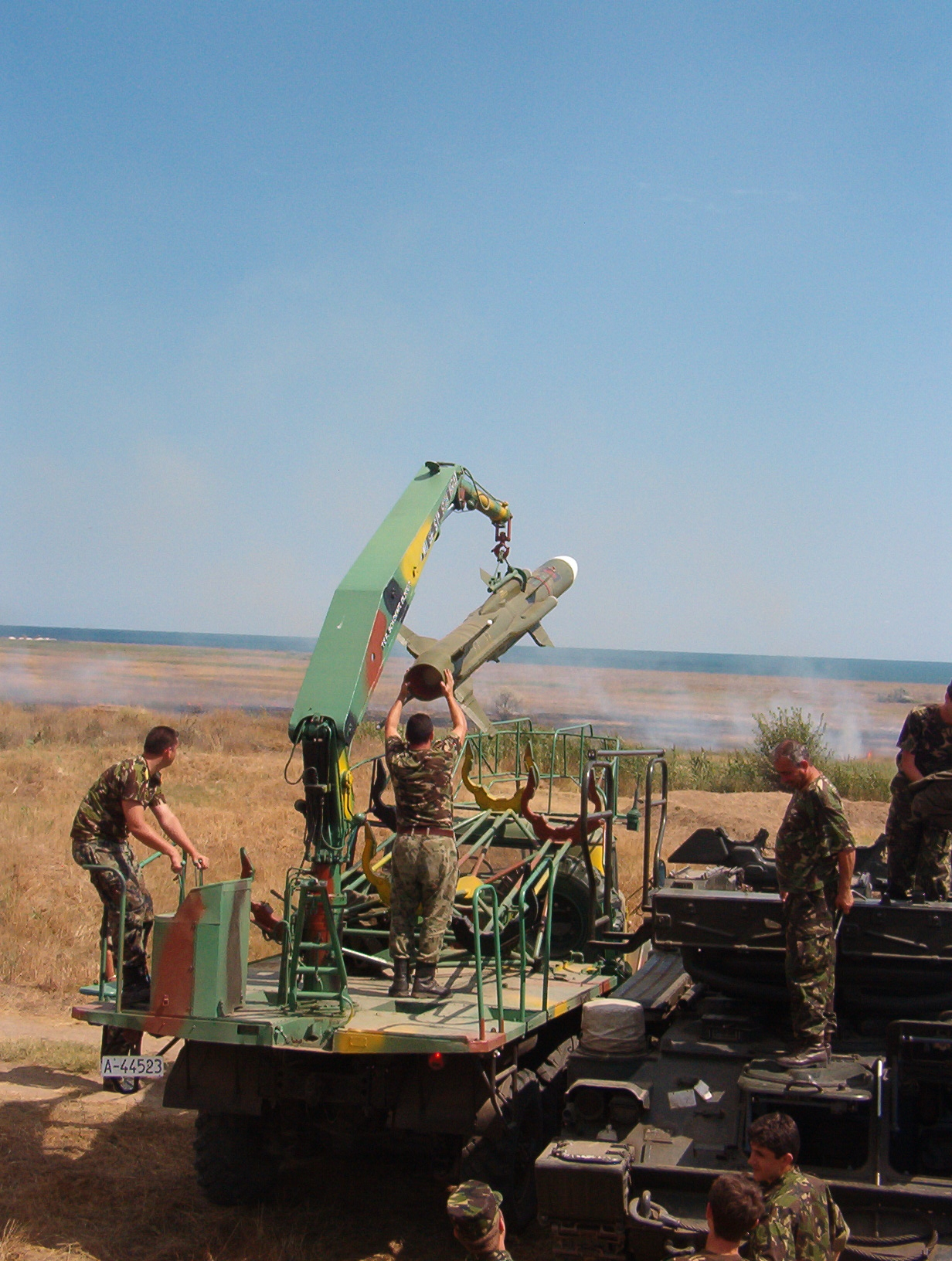
Rumänischer 2T7 beim Nachladen einer 2P25

Mit dem Transport- und Ladefahrzeug 2T7 werden jeweils drei vorbereitete Flugabwehrraketen transportiert und die Startrampen 2P25 beladen. Trägerfahrzeug war zunächst ein Lkw ZIL-157, später ein ZIL-131. Das Be- und Entladen der Raketen erfolgte mit Hilfe eines am Heck befindlichen hydraulischen Krans.

## Varianten

### 2K12
Der Komplex 2K12 ist die ursprünglich entwickelte Ausführung.

### 2K12M1
Mit der Version 2K12M1 wurden kleinere Verbesserungen eingeführt. Die Umdrehungsgeschwindigkeit der Aufklärungsstation wurde beispielsweise von 15/min auf 20/min erhöht. Die Vernichtungszone wurde vergrößert, Verfügbarkeit, Reaktionszeiten, Störschutz und Trefferwahrscheinlichkeit verbessert. Die Entwicklung begann 1967, die Einführung in die Truppe erfolgte ab 1972.

### 2K12M3
Mit der Einführung der Version 2K12M3 gelang eine entscheidende Verbesserung, die vor allem auf der Rakete 3M9M3 beruhte. Das Bekämpfen von Zielen in der Verfolgung, das ab jetzt mögliche Überschießen der 1S91 und vor allem das mögliche Erfassen in der Luft steigerte den Gefechtswert des Waffensystems erheblich. Die Einführung dieser Version begann ab 1976.

### 2K12M4
Die Version 2K12M4 nutzt Elemente des Flugabwehrraketensystems 9K37 Buk. Wesentlicher Unterschied zu den Vorgängerversionen war die Vergrößerung der Anzahl der Zielkanäle. Dazu wurde das Startfahrzeug 9A38 mit den Lenkflugkörpern 9M38 des Waffensystems 9K37 in die Flugabwehrraketenbatterie integriert. Dieses Startfahrzeug verfügt über eine eigene Zielbegleit- und Aufhellstation und kann damit ein weiteres Luftziel bekämpfen. Je Flugabwehrraketenbatterie konnten nun gleichzeitig zwei statt bisher nur ein Luftziel bekämpft werden, in der Batterie waren jetzt 15 statt 60 Lenkflugkörper verfügbar. Die Einführung dieser Version begann ab 1978.

### 2K12 „Quadrat“
Die 2K12 „Quadrat“ war eine spezielle Version für den Export in die arabischen Staaten und nach Rumänien. Das Fernsehvisier 9Sch33 fehlte, teilweise wurde ein anderes Freund-Feind-Kennungssystem eingebaut und die Leistungsfähigkeit anderer Komponenten verringert. Die daraus resultierenden geringeren Gefechtsmöglichkeiten wurden im Juni 1982 beim Kampf in der Bekaa-Ebene deutlich, als israelische Truppen 19 dort eingesetzte syrische Flugabwehrbatterien ausschalten konnten.

## Modernisierungen
Verschiedene Firmen haben Entwürfe zur Modernisierung der mittlerweile über fünfzig Jahre alten Technik vorgestellt. Da der Treibstoff der verwendeten Feststoffraketen abhängig von der Umgebung oxidiert, haben diese nur eine begrenzte Lagerfähigkeit von fünf bis sieben Jahren. Danach müssen sie instand gesetzt werden. Da viele Nutzerländer nicht oder nicht mehr auf entsprechende Technologie zugreifen können, wird am Ersatz der vorhandenen Raketen gearbeitet. Die polnische Firma WZU hat 2008 eine Adaption der AIM-7 Sparrow auf das System 2K12 vorgestellt. Das Lenkverfahren bleibt dabei unverändert. Die russische Firma Wympel hat eine Adaption ihres Lenkflugkörpers Wympel R-77 vorgeschlagen, der im Unterschied zur Ursprungsversion der 2K12 ein aktives Radarsystem besitzt. Auch die aus dem OKB NII hervorgegangene Firma NII hat noch 2010 Modernisierungen des Waffensystems vorgestellt.

## Technische Daten
| Technische Daten                                                  | Technische Daten                                                  | 2K12       | 2K12M1      | 2K12М3      | 2K12М4  |
| ----------------------------------------------------------------- | ----------------------------------------------------------------- | ---------- | ----------- | ----------- | ------- |
| Vernichtungszone, [km]                                            | Entfernung                                                        | 6–22       | 4–23        | 4–25        | 4–24    |
| Vernichtungszone, [km]                                            | Höhe                                                              | 0,1–7 (12) | 0,08–8 (12) | 0,02–8 (12) | 0,03–14 |
| Vernichtungs- wahrscheinlichkeit                                  | Jagdflugzeug (mit einer Fla-Rakete)                               | 70 %       | 80–95 %     | 80–95 %     | 80–90 % |
| Vernichtungs- wahrscheinlichkeit                                  | Hubschrauber                                                      | –          | –           | –           | 30–60 % |
| Vernichtungs- wahrscheinlichkeit                                  | Marschflugkörper                                                  | –          | –           | –           | 25–50 % |
| Maximale Geschwindigkeit des Luftziels (m/s)                      | Maximale Geschwindigkeit des Luftziels (m/s)                      | 600        | 600         | 600         | 600     |
| Reaktionszeit, [s]                                                | Reaktionszeit, [s]                                                | 26–28      | 22–24       | 22–24       | 24      |
| Geschwindigkeit der Fla-Rakete, [m/s]                             | Geschwindigkeit der Fla-Rakete, [m/s]                             | 600        | 600         | 700         | 700     |
| Gewicht der Rakete, [kg]                                          | Gewicht der Rakete, [kg]                                          | 630        | 630         | 630         | 630     |
| Gewicht Gefechtskopf, [kg]                                        | Gewicht Gefechtskopf, [kg]                                        | 57         | 57          | 57          | 57      |
| Anzahl Zielkanäle je Batterie                                     | Anzahl Zielkanäle je Batterie                                     | 1          | 1           | 1           | 2       |
| Anzahl Empfangskanäle je Rakete                                   | Anzahl Empfangskanäle je Rakete                                   | 2–3        | 2–3         | 2–3         | 3       |
| Zeit für Übergang aus Marsch- in Gefechtslage der Batterie, [min] | Zeit für Übergang aus Marsch- in Gefechtslage der Batterie, [min] | 5          | 5           | 5           | 5       |
| Anzahl der Lenkflugkörper je Startrampe                           | Anzahl der Lenkflugkörper je Startrampe                           | 3          | 3           | 3           | 3       |
| Jahr der Einführung in der Sowjetarmee                            | Jahr der Einführung in der Sowjetarmee                            | 1967       | 1973        | 1976        | 1978    |

## Einsatzgrundsätze
Das Waffensystem 2K12 war für die Luftabwehr im Rahmen einer Panzer- bzw. motorisierten Schützendivision vorgesehen. Dazu verfügte jede dieser Divisionen über ein Flugabwehrraketenregiment. Die Truppenluftabwehr wurde durch den Panzer- bzw. motorisierten Schützenregimentern zugeordnete Flugabwehrbatterien ergänzt, die mit der Fla-SFL ZSU-23-4 und den Flugabwehrraketensystemen 9K31 Strela-1 bzw. 9K35 Strela-10 ausgerüstet waren. Dazu traten die auf Ebene der Kompanien eingesetzten tragbaren Flugabwehrraketensysteme 9K32 Strela-2 und deren Nachfolger. Auf Ebene der übergeordneten Führung kam das System 2K11 Krug zum Einsatz.
Der Einsatz des Waffensystems 2K12 erfolgte grundsätzlich im Rahmen des Flugabwehrraketenregimentes. Ein Einsatz einzelner Batterien war jedoch – bei Einschränkung der Aufklärungsreichweite – auch möglich.
Aufgrund der technischen Auslegung war ein Feuern aus dem kurzen Halt oder der Bewegung nicht möglich. Die Flugabwehrraketenbatterie bezog eine Feuerstellung, die etwa 400 × 400 m groß, relativ eben und frei von Hindernissen sein musste. Bei der Nutzung der automatisierten Feuerleitung im Rahmen des Regimentes musste die Feuerstellung vermessen sein, das heißt, die Koordinaten des Platzes der Aufklärungs- und Leitstation mussten relativ genau bekannt sein. Aus einer nicht vermessenen Feuerstellung konnte die Batterie nur auf Grundlage der eigenen Aufklärung durch die 1S11 wirken. Um sich gegnerischer Aufklärung und Waffenwirkung zu entziehen, war nach dem Start von Flugabwehrraketen ein Stellungswechsel obligatorisch. In der Stellung stand die Aufklärungs- und Leitstation in der Mitte, die Startrampen ungefähr quadratisch an den Ecken. Alternativ konnten die Startrampen im Halbkreis um die Aufklärungs- und Leitstation entfaltet werden, wenn die Anflugrichtung des Gegners bekannt war. Die starre Handhabung dieser Gefechtsordnung führte dazu, dass die FlaRak-Batterien aus der Luft sehr leicht zu identifizieren waren. Zusammen mit den bereits dargestellten technischen Restriktionen und der mangelnden Bereitschaft der syrischen Truppen zum Stellungswechsel trug dies wesentlich zu den hohen Verlusten 1982 in der Bekaa-Ebene bei. Danach wurden weitere Gefechtsordnungen entwickelt, die aber nur geringfügige Variationen der Gefechtsordnungen Viereck und Halbkreis darstellten. Erst mit dem ab der Version M3 möglichen Überschießen der 1S91 musste die 1S91 nicht mehr im Zentrum der Gefechtsordnung stehen. Die Normzeit zum Beziehen einer Stellung betrug 9 min, zum Verlassen 5:45 min. Für das Einschalten und die Funktionskontrolle betrug die Normzeit 5:30 min, die Zeit von der Zielzuweisung bis zum Start der Rakete 54 Sekunden.
Das Regiment wurde grundsätzlich in zwei Linien entfaltet. Im Angriff befand sich die vordere Linie der FlaRak-Batterien etwa 5 bis 10 km, in der Verteidigung 3 bis 5 km hinter den eigenen Truppen. Die Abstände zwischen den Batterien betrugen etwa 15 km. Durch eine Batterie wurde ein Gebiet mit einem Radius von 15 km gedeckt, die Deckungszonen der einzelnen Batterien überschnitten sich folglich. Der Stellungswechsel erfolgte im überschlagenden Einsatz.
Vorteilhaft waren die hohe Beweglichkeit des Waffensystems und der im Vergleich zu westlichen Waffensystemen hohe Schutz der Besatzungen und Fahrzeuge gegen feindliche Waffenwirkung. Vorteilhaft waren ebenfalls die automatisierte Feuerleitung und die dadurch vergrößerte Aufklärungsreichweite. Größter Schwachpunkt war von Anfang an die Limitierung auf einen Zielkanal je feuernder Batterie. Im Rahmen der zu unterstützenden Division konnten damit nur vier bis sechs Luftziele (je nach Anzahl der Batterien im Regiment) gleichzeitig durch die 2K12 bekämpft werden. Der Platzbedarf für die Stellungen war beim Einsatz im urbanen und durchschnittenen Gelände ebenfalls problematisch. Daher wurde die 2K12 in den motorisierten Schützendivisionen ab Mitte der 1970er-Jahre durch das System 9K33 Osa abgelöst, deren kleinste einsetzbare taktische Einheit die Start- und Leitstation 9A33 war. Gleichzeitig erhöhte sich damit die Anzahl der Zielkanäle erheblich. Da Panzerverbände grundsätzlich nur in panzergünstigem Gelände eingesetzt wurden, wogen hier die Einschränkungen bei der Auswahl der Stellungen weniger schwer. Das System 2K12 verblieb daher im Regelfall in den Panzerdivisionen in der Bewaffnung. Die Ablösung durch das Waffensystem 9K37 Buk wurde lediglich in der Sowjetunion / Russland begonnen und abgeschlossen.

## Einsatzstaaten

Nutzerstaaten 2K12 (ca. 1985)

### Derzeitige Nutzer
Das Waffensystem befindet sich derzeit noch in folgenden Staaten im Einsatz:
- Algerien
- Armenien
- Ägypten
- Bulgarien
- Indien
- Iran – mindestens acht Startrampen sollen 1995/96 von Russland an den Iran übergeben worden sein.
- Kroatien
- Kuba
- Libyen
- Mosambik
- Myanmar
- Nordkorea[15]
- Polen
- Rumänien
- Russland – Einsatz als Zielsystem 3M20M3 Peniye[16][17]
- Serbien – ca. 80 Exemplare, modernisiert
- Slowakei
- Syrien
- Tschechien
- Ungarn
- Vietnam

### Ehemalige Nutzer
Ehemalige Nutzer sind:
- Deutsche Demokratische Republik
- Irak
- Jugoslawien
- Sowjetunion
- Tschechoslowakei

Kennzeichnend ist, dass trotz des hohen Alters das Waffensystem außer in Russland nicht durch Nachfolgetypen ersetzt wurde.

### Auswertung fremden Wehrmaterials
Israel versuchte 1991, zu Testzwecken aus Beständen der ehemaligen NVA 2K12 Kub zu leihen, jedoch wurde der Transport aufgedeckt und löste die Landmaschinen-Affäre aus.

### Einsatz in der DDR
In der Nationalen Volksarmee kam das Waffensystem ab 1976 in den Flugabwehrraketenregimentern der Truppenluftabwehr zum Einsatz. Dazu wurden die Flak-Abteilungen der Panzer- und motorisierten Schützendivisionen zur Fliegerabwehrraketenregimentern umstrukturiert. Die Ausrüstung war nicht einheitlich, die Fliegerabwehrraketenregimenter (FRR) 7 und 9 besaßen fünf Fliegerabwehrraketenbatterien (diese Regimenter gehörten zu Panzerdivisionen), die übrigen, motorisierten Schützendivisionen (MSD) zugeordneten Regimenter (FRR-1, -4, -8, -11) nur vier Batterien. 1984 wurde das FRR-8 (8. MSD), ab 1987 das FRR-11 (11. MSD) auf das Waffensystem 9K33 umgestellt. Die vorhandenen 2K12 dieser Regimenter wurden den Reservedivisionen übergeben. Der Bestand an Flugabwehrraketen lag wahrscheinlich bei etwa 1200 Stück. Fast sämtliche Raketen wurden durch die Firma Buck bzw. nach deren Konkurs durch die Firma Nammo-Buck in Pinnow vernichtet und die Überreste entsorgt. Das Instandsetzungswerk Pinnow war bis 1990 für die Hauptinstandsetzung dieser Raketen zuständig gewesen.

## Einsatz in Kriegen und bewaffneten Konflikten

### Jom-Kippur-Krieg 1973
SA-6-Systeme spielten vor allem im Nahost-Konflikt eine Rolle und überraschten die israelische Luftwaffe im Jom-Kippur-Krieg von 1973, nachdem diese vorher nur die älteren S-75 und S-125 Newa kennengelernt hatte. Die hochmobilen 2K12 stellten eine erhebliche Bedrohung für die israelischen Douglas A-4 und auch die F-4 Phantom II dar. Verschärft wurde die Situation dadurch, dass die israelischen Radarwarnempfänger eine Anstrahlung durch die Radarsysteme der 2K12 nicht anzeigten. Erst eine Umprogrammierung der Radarwarnempfänger und die Umstellung der Taktik konnte die Situation entschärfen. Israel räumte mehr als 40 Verluste durch Fla-Raketen-Systeme ein, dabei erwies sich die 2K12 als das effektivste System. Israelische Piloten nannten die 2K12 in Anlehnung an das Erscheinungsbild der Raketen auf der Startrampe Three Fingers of Death („Die drei Todesfinger“).

### Libanonkrieg 1982

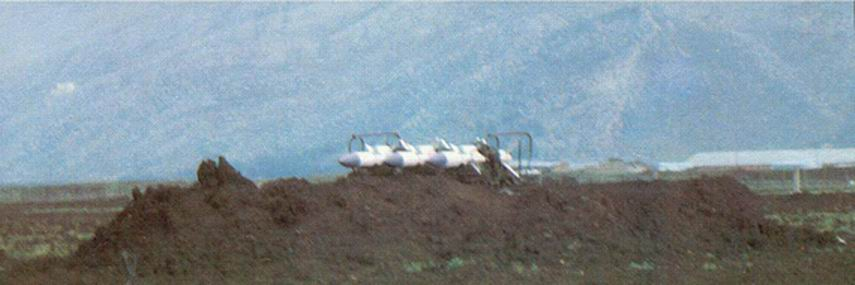
Syrische 2K12-Stellung an der Fernstraße Damaskus–Beirut im Bekaa-Tal, 1982

Im Libanonkrieg setzten die syrischen Truppen ebenfalls 2K12 ein. In der Operation Mole Cricket 19 gelang der israelischen Luftwaffe jedoch die Zerstörung einer großen Anzahl von 2K12, S-75 und S-125. Die Stellungen waren bereits vorher durch unbemannte Drohnen aufgeklärt worden. Die israelische Luftwaffe setzte derartige Drohnen in der Operation als Köder ein. Nach dem Start der Flugabwehrraketen wurden die Stellungen durch den Einsatz von AGM-45 Shrike und AGM-78 Standard ARM zerstört. Unterstützt wurde die Operation durch den Einsatz von E-2C und Boeing 707 als ECM-Flugzeuge. Syrische Truppen feuerten 57 Raketen ab, ohne jedoch einen einzigen Abschuss zu erzielen.

### Libyen
Libyen setzte die 2K12 in den Kämpfen mit dem Tschad in den 1980er-Jahren ein. Das Waffensystem stellte eine Bedrohung für die auf Seiten des Tschad eingesetzten französischen Flugzeuge dar. Am 7. Januar 1987 konnte jedoch eine Stellung durch den Einsatz einer AS.37 Martel erfolgreich zerstört werden.
Nach der Einnahme des Flugfeldes Ouadi Doum musste Libyen eine große Anzahl von Waffensystemen dort zurücklassen. Die meisten Waffensysteme wurden unverzüglich in die Vereinigten Staaten und Frankreich ausgeflogen, einige 2K12 gelangten jedoch in die Hände des Tschad. Am 30. März 1987 musste Libyen die Basen in Faya Largeau und Aouzou räumen. In der Folge erhielten libysche Tupolew Tu-22 den Auftrag, die zurückgelassene Technik zu bombardieren und zu zerstören. Am 8. August 1987 wurde einer von zwei eingesetzten Bombern bei Aouzou ironischerweise von einer der eroberten 2K12 abgeschossen. Dieser Vorfall führte zur Einstellung der libyschen Luftangriffe.

### Irak
Während des Zweiten Golfkrieges wurde eine US-amerikanische F-16 abgeschossen und eine B-52G durch 2K12 beschädigt. Insgesamt konnte die Bedrohung durch die 2K12 durch elektronische Gegenmaßnahmen kompensiert werden, dafür erzielten die älteren S-75 und S-125 einige Abschüsse.

### Bosnien
Über Bosnien wurde 1995 eine US-amerikanische F-16 abgeschossen. Eine kroatische MiG-21 sowie zwei bis drei kroatische An-2 konnten ebenfalls abgeschossen werden. Der bosnische Minister Irfan Ljubijankić fiel als Passagier eines Hubschraubers Mi-17 ebenfalls einer 2K12 zum Opfer.